# Морські терміни
У цей глосарій не ввійшли терміни, вживані для позначення типів кораблів і суден, які (за винятком багатозначних термінів) винесено в окремий глосарій Морські терміни (типи кораблів і суден)

## А
- Абандон — відмова страхувальника від своїх прав на застрахований вантаж і передача цих прав страховикові з метою отримання від нього повної страхової суми.
- Абгалди́р, обгалди́р (від нім. Abhalter чи нід. ophalder, пор. англ. upholder) — багатозначний термін:
  - Абгалдир — металевий прут, один кінець якого має форму гака, а другий — у вигляді кільцеподібної рукоятки. Призначений для розтягання і правильного укладання якірного ланцюга в ланцюговий ящик.
  - Абгалдир — гак з коротким відрізком троса (ланцюга) для розтягання якірних і такелажних ланцюгів (тросів).
  - Абгалдир — снасть для розтягання по реї верхньої шкаторини ундер-ліселя.
- Абордаж — спосіб ведення морського бою, переважно в епоху веслувального і вітрильного флоту, атака корабля супротивника при безпосередньому зближенні і зчеплення атакуючого корабля з ворожим для рукопашного бою.
- Аврал — нагальна (за спеціальним завданням чи по тривозі) робота на судні всією командою.
- Автокермовий, авторульовий, автостерновий — прилад для автоматичного керування стерновим приводом судна (чи військового корабля) і утримання  його на заданому курсі.
- Автономність судна— це здатність судна виконувати плавання та забезпечувати свою роботу без необхідності зовнішнього постачання ресурсів (палива, води, продовольства тощо) або технічного обслуговування протягом визначеного періоду. Показники автономности: 1) Тривалість автономності — час, протягом якого судно може діяти без поповнення ресурсів;  2) Дальність плавання — відстань, яку судно може пройти на одному запасі палива.
- Адміральська година — проваджена за розпорядженням Петра I передобідня перерва об 11 годині, яка оголошувалася щодня на флоті і в Адміралтейств-колегії для того, щоб матроси і офіцери могли «випити і закусити» перед обідом. У сучасному морському жаргоні — «післяобідній сон»[1].
- Азимутальний рушій — пристрій, що поєднує в собі гребний гвинт і стерно.
- Аксіометр — прилад для визначення положення пера стерна відносно діаметральної площини.
- Акростоль — декоративне кормове закінчення корабля.
- А́мінги — позначки, поділки, які у формі шкали поміщалися на форштевнях і ахтерштевнях (переважно на останніх) і показували (у футах), наскільки корабель глибоко сидить у воді[2] (аналогічно сучасній вантажній марці).
- А́напуть, га́напуть (від нід. hanepoot — «лапа півня») — багатозначний термін:
  - Анапуть — бик-гордень (снасть для підтягання середини нижнього вітрила до реї), корінний кінець якого кріпився за коуш лапки на лицьовій стороні вітрила, а ходовий охоплював нижню шкаторину, проходив через блок під марсом і спускався на палубу;
  - Анапуть — кілька тросів, закріплених в просвердленому краї марсового майданчика, що проходили через анапуть-блок. Був потрібен для того, щоб запобігти зачепленню марселями за марси. Встановлювався між передньою крайкою марса і штагом;
  - Анапуть — див. Шпрюйт.
- Анапуть-блок — багатозначний термін:
  - Анапуть-блок — блок у вигляді дерев'яного бруска з отворами, що кріпився на штагу і з'єднувався з передньою крайкою марса кількома тросами, утворюючи анапуть;
  - Анапуть-блок — одношківний блок для натягання тенту, один з кінців якого має вигляд видовженого конуса з кількома отворами. У ці отвори просилюються шпрюйти від середнього ліктроса тента.
- Андривель (від італ. andrivelle) — назва нока на реї галери.
- А́нкер (від нід. anker) — застаріла назва якоря.
- Анкерок — барильце для зберігання питної води (переважно в шлюпках).
- Анкершток-талі — талі на вітрильниках для підтягування до борту штока якоря при його кріпленні по-похідному.
- Анфіла́да (від фр. enfilade — «низка») — шикування вітрильних кораблів на одній лінії в напрямку на обраний предмет; анфілюва́ти — проходити з'єднанням кораблів послідовно один за одним повз обраний пункт.
- А́ншпуг — див. Гандшпуг.
- Апанер (від нід. op-en-neer — «вгору і вниз») — положення каната перпендикулярно до води, при виходжуванні якоря, коли останній ще не встав, тобто не відокремився від ґрунту.
- Апсель — косе трикутне вітрило, найнижче зі стакселів.
- Арабське вітрило — різновид латинського вітрила, що має форму неправильної трапеції.
- Артилерія морська — сукупність корабельної артилерії і берегової артилерії.
- Астролябія — старовинний навігаційний інструмент для вимірювання висот світил.
- Аутригер — малий додатковий корпус, зазвичай розташований на деякій відстані від борту основного корпусу судна.
- Афластон — інша назва декоративної носової фігури.
- Ахтердек, ют — найвища палуба судна, розташована на кормі. На ньому кріпили такелаж бізань-щогли, бонавентур-щогли і частину такелажу грот-щогли. З ахтердека на квартердек вели два невеликі трапи, встановлені по бортах судна (на англійських суднах зазвичай був один трап посередині).
- Ахтерзейль (від нід. achterzeil — «заднє вітрило») — багатозначний термін:
  - Ахтерзейль — заднє вітрило, розташоване позаду центру ваги;
  - Ахтерзейль — задній корабель в ескадрі.
- Ахтер-кастель — підвищений квартердек, надбудова, в якій розміщувалися каюти командира та офіцерів.
- Ахтеркниця — книця, що з'єднує ахтерштевень з кілем.
- Ахтерлюк — люк у кормовій частині судна, що веде в льох для зберігання провізії.
- Ахтерпік — останній кормовий відсік судна, який використовують зазвичай як баластну цистерну.
- Ахтертов — застаріла назва кормової відтяжки вистріла на якірній стоянці (зараз вживається термін бурундук).
- Ахтерштаг — снасть стоячого такелажу, що розкріплює щоглу від топа в корму.
- Ахтерштевень — брус, що утворює кормове закінчення судна і слугує для навішування пера стерна.
- Ахтканти — чотиригранна частина щогли під топом для кріплення чиксів.

## Б
- Бак — надбудова в носовій частині палуби, що доходить до форштевня (те ж саме, що й півбак), колись так називали носову частину верхньої палуби.
- Бакен — поплавець на якорі (вночі зі світлом), що встановлюється на річках, озерах тощо для позначення фарватеру і небезпечних місць.
- Бакборт — лівий борт судна.
- Бакс, баксова штука, заст. фор-фут — дерев'яна деталь, що з'єднує кіль з форштевнем на дерев'яних суднах. Служить продовженням кіля і, закруглюючись догори, з'єднується з нижньою частиною форштевня.
- Бакштаг — багатозначний термін:
  - Бакштаг — одна зі снастей нерухомого такелажу, що підтримує з боків рангоутні дерева, боканці, шлюпбалки, димові труби тощо. Бакштаги йдуть убік і дещо назад.
  - Бакштаг — курс судна відносно вітру — вітер дме з корми і в борт (діаметральна площина судна утворює з лінією вітру кут більше ніж 90° і менше ніж 180°). Ділиться на повний бакштаг (ближче до 180°), власне бакштаг і крутий бакштаг (ближче до 90°).
- Бакшто́в[3] (від нід. bakstouw) — трос, випущений за корму судна, яке стоїть на якорі, і призначений для закріплення шлюпок, катерів та інших дрібних суден.
- Баланс — чотири бруси, з'єднані між собою кінцями і прикріплені зусібіч до щогли, служать для підвішування снастей по-якірному.
- Баласт — рідкий або твердий вантаж (вода, чавунні і свинцеві болванки, камінь, пісок та ін.), що приймають на судна для надання йому належних морехідних якостей.
- Баластина — металевий виливок, який використовують для баласту.
- Балер — вертикальний вал, до якого кріпляться перо стерна і румпель.
- Балка — багатозначний термін:
  - Балка — назва поздовжніх в'язей (стрингерів) у поздовжній системі набору;
  - -балка — складова назв деяких суднових пристроїв (шлюпбалка, кран-балка, кат-балка, параван-балка, фіш-балка, трап-балка тощо).
- Балясина — виточена планка, що служить щаблем штормтрапа.
- Банка — багатозначний термін:
  - Банка — мілина в океані.
  - Банка — сидіння для веслярів у шлюпці, що виконує водночас і роль розпірки для бортів.
- Банкет (від фр. banquette — «лавка», «ослін») — багатозначний термін:
  - Банкет — узвишшя (майданчик), призначене для установки компасів, далекомірів, для обслуговування гармат тощо;
  - Банкет — узвишшя (майданчик) біля внутрішнього борту над верхньою палубою (здебільшого у вигляді ґратчастих кришок люків на підніжках), призначене для укладання бухт і кранців.
- Бант (від нід. band — «стрічка») — смуга парусини, нашита на вітрило у місцях, де воно зазнає найбільших навантажень (наприклад, на кутах).
- Баранець — дерев'яна колодочка у формі котушки з кіпом і наскрізним отвором, яка прив'язується до снастей стоячого такелажу і через яку проводять снасті рухомого.
- Бараняча нога — багатозначний термін:
  - Бараняча нога[en] — вузол для вкоротшення троса
  - Бараняча нога — вітрило з горизонтальним рейком, який розтягає його вздовж діаметральної площини.
- Бархоут — посилений ряд дощок зовнішньої обшивки в районі ватерлінії.
- Батале́р[4] — фахівець з продовольчої чи речової служби на кораблі.
- Баталер-камера — місце для зберігання припасів і проживання баталера (зазвичай на кубрику біля грот-щогли).
- Бата́лія (від фр. bataille) — багатозначний термін:
  - Баталія — застаріла назва битви, бою;
  - Баталія — застаріла назва бойового шикування.
- Батарейна палуба — на вітрильних кораблях синонім дека, на баштових броненосцях — палуба протимінної артилерії.
- Батарея — сукупність гармат одного дека.
- Батокси (від англ. buttocks, buttock lines, від buttock — «сідниця, кормова опуклість судна») — криві, одержувані від перетину теоретичної поверхні судна площинами, паралельними діаметральній площині.
- Батопорт — плавучий гідротехнічний затвор, зазвичай служить для замикання входу в док.
- Бегін- (від нід. begine) — слово, додаване до назв частин рангоуту і снастей, що належать нижньому прямому вітрилу бізань-щогли.
- Безкозирка — формений головний убір матросів, кашкет без козирка.
- Бейдевінд — курс судна відносно вітру: вітер дме з носа і борт (діаметральна площина судна утворює з лінією вітру кут менше ніж 90°). Ділиться на повний бейдевінд (ближче до 90°), власне бейдевінд і крутий бейдевінд (ближче до 0°)
- Бейфут — снасть для кріплення реї чи гафеля до щогли (стеньги, брам-стеньги). Являє собою товстий обшитий шкірою трос чи металеві хомути з вертлюгами (переважно в нижніх рей)[5].
- Бензель — перев'язка двох тросів тонким тросом або лінем. Якщо вона робиться товстим тросом, то називається найтовом.
- Бензельний кут — передній верхній кут фока на розрізному рейковому вітрилі (фок+клівер).
- Бентінк-ванти (англ. Bentinck shrouds) — додаткові ванти (встановлювалися зазвичай при сильній хитавиці), що йшли від верхніх ворстів нижніх вант до русленів протилежного борту.
- Берда — пристрій для виготовлення тканих мат, що складається з дерев'яної рами із закріпленими паралельно кількома шкімушгарами (тонкими мотузками) або дощечками, з вічками посередині.
- Бесідка — дерев'яна дошка, підвішена на гордені, яка служить сидінням при підйомі людей на щогли, труби тощо, а також при спуску за борт.
- Бик-гордень — снасть рухомого такелажу судна, за допомогою якої при прибиранні вітрил нижня шкаторина прямого вітрила підтягується до реї.
- Бігун-талі — талі для піднімання марселів. Є найдовшими талями на судні.
- Бізань — багатозначний термін:
  - Бізань — нижнє вітрило на бізань-щоглі. Може бути прямим (підіймається на бегін-реї) і косим (підіймається на гафелі й гіку). У разі наявності водночас і прямої і косої бізані остання називається контр-бізань.
  - Бізань, бізань-щогла — задня щогла на трищогловому чи чотирищогловому судні, а також на двощоглових кечах і йолах.
  - Бізань- — слово, додаване до назв частин рангоуту, вітрил і снастей, що належать до бізань-щогли. Якщо на останній присутні як прямі, так і косі вітрила, рею для нижнього прямого вітрила називають бегін-рея, а до назв частин рангоуту, вітрил і снастей, розташованих вище марса, додають слово крюйс-.
- Бізань-рю — рея для латинської бізані, яку використовували у XVIII і XIX століттях, пізніше її замінили гафелем.
- Бікгед (від англ. beakhead — «княвдигед») — перебірка в носовій частині вітрильних суден, у яких бак не доходить до форштевня.
- Біландер — грот трапецієподібної форми (арабського типу), що висів на невеликій реї (вживався на англійських і голландських торговельних суднах, що також називалися біландерами).
- Бімс (від англ. beams — «балки, перекладини») — поперечна балка, що зв'язує бортові гілки шпангоута і надає судну поперечну міцність.
- Біси — приробки обабіч бушприта, через які проводяться стень-штаги.
- Бітенг — дерев'яна або металева тумба на палубі корабля для кріплення тросів.
- Бітси — дерев'яні планки на реях, гафелях і гіках, під якими проходять снасті, що служать для розтягування вітрил[6].
- Блінд — пряме вітрило, яке ставили під бушпритом. Прив'язувалося до блінда-реї.
- Блінда- — слово, додаване до назв частин рангоуту і снастей, що належать до блінда.
- Блінда-гафель — відводи, горизонтально укріплені біля нока бушприта для розносу його стоячого такелажу (утлегар- і бом-утлегар-бакштагів).
- Блінда-стеньга — невелике вертикальне рангоутне дерево, що встановлювалось у XVII—XVIII ст. на кінці бушприта.
- Блістер протиторпедний, буль — пасивний захист надводних військових кораблів проти торпед у вигляді поздовжньої порожнини на корпусі.
- Блоки — найпростіші механізми, служать для підйому важких предметів, а також для зміни напрямку ходу тросів при їх тягненні.
- Блокшив — корпус старого судна, який використовують у порту біля постійного причалу як плавучий склад або казарму.
- Блупер, підвітряний спінакер — додаткове переднє вітрило на бермудських шлюпах, відрізняється високо розташованим шкотовим кутом.
- Бойовий розклад — документ, згідно з яким особовий склад розподіляється по командних пунктах і бойових постах та визначаються обов'язки кожного члена екіпажу під час бою і при підготовці до нього (а також в інших особливих випадках).
- Боканець — коротка пряма залізна або дерев'яна балка, укріплена в борту судна і винесена за борт вільним кінцем, утримувана в цьому положенні особливим бакштагом. На вітрильних суднах боканці служать для приведення передньої шкаторини прямого вітрила до вітру. Боканцями також називалися поставлені з бортів або за кормою корабля прямі шлюпбалки.
- Бом- — слово, додаване до всіх вітрил, снастей, рангоутних дерев і такелажу, які належать до бом-брам-стеньги.
- Бом-блінд — вітрило, що підіймалося попереду блінда на утлегарі.
- Бом-блінда-бовен — вітрило, що підіймалося на блінда-стеньзі.
- Бом-брамсель — вітрило (4 ярусу), піднімане вище брамселя, на бом-брам-стеньзі.
- Бом-брам-гордень — снасть рухомого такелажу для підйому і спуску бом-брам-рей і бом-брам-стеньг.
- Бом-брам-рея — рея бом-брамселя.
- Бом-брам-стеньга — вертикальне рангоутне дерево, що є продовженням брам-стеньги.
- Бом-салінг — салінг у місці з'єднання брам-стеньги з бом-брам-стеньгою, чи бугель з обухами між ними[7] (у разі виконання їх з одного стовбура дерева).
- Бом-утлегар — рангоутне дерево, що є продовженням утлегаря.
- Бом-утлегар-ринг — залізне кільце, що пересувається по бом-утлегарю і служить для кріплення бом-клівер-леєрів, бом-утлегар-штаг-бакштагів та бом-утлегар-штага.
- Бом-утлегар-штаг-бакштаги — снасті стоячого такелажу, які йдуть від бортів судна до нока бом-утлегаря й утримують останній з боків. Можуть розноситися вусами бушприта (блінда-гафелями) або боканцями в носовій частині корпусу.
- Бом-утлегар-штаг — снасть стоячого такелажу, яка йде від форштевня через нок мартин-гіка до нока бом-утлегаря й утримує останній знизу.
- Бонавентур-щогла — четверта щогла, встановлювана на початку XVII ст. на великих суднах позаду бізані. Судячи з малюнків того часу, стояла якраз над ахтерштевнем.
- Бон — плавучі загородження, які служать для обмеження поширення, перекриття доступу будь-чого поверхнею води (плавучих забруднень, ворожих кораблів тощо).
- Бонет — додаткова смуга парусини, що в XIV—XVI століттях кріпилася знизу вітрил (у тому числі латинських) для збільшення площі. Вийшов з ужитку з узвичаєнням рифування.
- Борг — снасть, за допомогою якої рея кріпиться до щогли. Борг може мати вигляд ланцюга, одним кінцем закріпленого на топі, а на другому спорядженого гаком, який надівається на строп на реї. На невеликих суднах борг може бути залізним (у вигляді бугеля) чи мотузяним[8].
- Борт — бік судна.
- Бортблок — опора для закріплення шлюпки по-похідному.
- Бортові вогні, відрізнювальні вогні — навігаційні вогні, які світять по бортах судна під час ходу. З правого борту розташовується вогонь зеленого, з лівого борту — червоного кольору.
- Ботдек (від англ. boat deck), шлюпкова палуба — палуба на цивільному судні, де розташовуються рятувальні шлюпки і пристрої для їх спуску і підйому.
- Боути — смуги парусини, що пришиваються навскоси на вітрило для його зміцнення в найнапруженіших місцях.
- Боцман — старший з палубної команди судна.
- Боцманмат — старший унтер-офіцер, який виконує обов'язки боцмана за його відсутності.
- Бочка, бочка швартова — плавучий пристрій у вигляді великого порожнього резервуара, закріпленого ланцюгом за дно, який служить для швартування до нього кораблів, що перебувають на рейді.
- Брага — канат, яким оперізують судно при витягуванні на сушу і для буксирування на хвилюванні.
- Бракета — плоска деталь прямокутної чи іншої форми, призначена для зміцнення каркаса суднового набору чи з'єднання його елементів між собою.
- Брам- — слово, додаване до всіх вітрил, снастей, рангоутних дерев і такелажу, які належать до брам-стеньги.
- Брам-гі́нці — маленькі талі, що ув'язуються в брам-фал.
- Брам-гордень — снасть рухомого такелажу для підйому і спуску брам-рей і брам-стеньг.
- Брам-ковпак — мідний циліндр, на який надівається брам-такелаж. Сам ковпак надівається на топ брам-стеньги, на його заплічка.
- Брамсель — пряме вітрило (3 ярусу), що ставиться над марселем, на брам-стеньзі.
- Брам-рея — рея брамселя.
- Брам-стеньга — вертикальне рангоутне дерево, що є продовженням стеньги.
- Брандвахта — багатозначний термін:
  - Брандвахта — сторожове судно, поставлене на якір при вході на рейд, у гавань чи канал.
  - Брандвахта — пост на березі, або на судні для спостереження за пожежною безпекою в районі порту.
  - Брандвахта — несамохідне судно з житловими приміщеннями, призначене для тимчасового чи постійного розміщення геологічних партій, екіпажів земснарядів, працівників плавучих доків і майстерень, для проживання екіпажів суден у міжнавігаційний чи ремонтний період.
- Брандкугель — запалювальний снаряд гладкоствольної артилерії, що складався з пустотілого чавунного ядра з отворами, начиненого запалювальною сумішшю.
- Брас — снасть рухомого такелажу, яка закріплюється за нок реї, що служить для її повороту в горизонтальній площині. На яхті брасом також може називатися навітряний шкот спінакера.
- Брасопити, брасоплення — повертати за допомогою брасів, налаштовувати положення вітрила. Наприклад, брасопити реї.
- Брашпиль — механічний пристрій на суднах, який використовується для обертання або прив'язування різних канатів або тросів, зокрема для керування якірним ланцюгом, буксирним тросом. У брашпиля розташування вала-горизонтальне.
- Брейд-вимпел — широкий короткий вимпел, що піднімається на грот-щоглі командирами з'єднань, дивізіонів і командирами загонів кораблів.
- Брестроп, брест-строп (англ. breast strop, нід. borst strop — «грудний строп»), лот-строп — страхувальна обв'язка лотового.
- Брешту́к (від англ. breast-hook — «грудний гак») — на дерев'яних суднах, товстий брус, оброблений у формі книці, що служить для зміцнення носової частини. На металевих суднах його роль виконують листи палуб, прикріплені кутиками до обшивки і шпангоутів і вперті у форштевень. На шлюпках має вигляд дерев'яної лежачої книці на носі, що з'єднує правий і лівий привальні бруси між собою і форштевнем.
- Бригрот — вітрило, що підіймається на грот-щоглі за відсутності постійного грота.
- Бридель — ланцюг мертвого якоря в акваторії портового рейду для постановки на нього плавзасобів без задіяння їхнього власного якірного оснащення.
- Бридждек (від англ. bridge-deck) — палуба містка, надбудови, найвища палуба на цивільних суднах. На бридждеку зазвичай розташовуються стернова і штурманська рубки.
- Бризгас, бризгал (від англ. brace — «коловорот» і hole — «отвір») — робітник (тесляр), що просвердлював отвори в обшивці для болтів і нагелів, заклепував ці болти і конопатив пази[9][10].
- Брифок — назва допоміжного прямого фока в тендерів, шхун, авізо тощо, у випадку, якщо він не кріпиться постійно до реї.
- Брот-камера (від нід. broodkamer, нім. Brotkammer — «хлібна комора») — приміщення для зберігання борошна і сухарів[11].
- Бротвінер (від нім. Brotwinner) — допоміжне вітрило, що встановлювалося на спеціальному короткому рейку за задньою шкаториною гафельного і служило для збільшення площі останнього (аналогічно ліселю прямих вітрил).
- Брочинг — різкі повороти (кидки) яхти в навітряну сторону, що не піддаються управлінню.
- Брутто-тоннаж, валовий тоннаж — загальний об'єм всіх закритих приміщень судна, виражений у безрозмірнісних одиницях.
- Брутто-реєстровий тоннаж, валовий реєстровий тоннаж — загальний об'єм всіх закритих приміщень судна, виражений у реєстрових тоннах.
- Брюк — товстий трос, що проходив через винград (чи кільце над таріллю) і бічні стінки лафета, закріплений кінцями на римах бічних сторін гарматних портів. Служив для утримання гармати при відкоті[12].
- Брюканець — рукав зі щільної тканини (парусини, брезенту), що охоплює щоглу в районі палуби. Верхня частина брюканця кріпиться до щогли бугелем або тросовим хомутом, нижня прибивається до палуби. Призначення брюканця — запобігти потраплянню в трюм води, що стікає по щоглі під час дощу.
- Бу́гель — плоске металеве кільце, що служить для кріплення до рангоутних дерев частин такелажу.
- Буй — плавуча мітка, стаціонарний плавучий пристрій, що може виконувати різні функції.
- Буйреп — трос, закріплений за якір і споряджений дерев'яним або металевим поплавцем (томбуєм), який вказує місцезнаходження якоря на ґрунті.
- Буксир — багатозначний термін:
  - Буксир — трос, за допомогою якого буксирують судна.
  - Буксир — судно, призначене для буксирування інших суден.
- Буксирний гак — гак у буксирному пристрої, за який закріплюється кінець буксирного троса.
- Буксирний пристрій — спеціальний пристрій, що встановлюється на буксирах, криголамах, а іноді і вантажних пароплавах для буксирування суден.
- Буксирні вогні — навігаційні вогні які несе судно згідно Міжнародних правил попередження зіткнень суден у морі (МППЗС) при здійсненні буксирування: 1) Буксирні топові вогні білого кольору із сектором освітлення 225°, які  підіймають на щоглі замість одного топового вогню, розташовані один над одним: 2 білі вогні — при довжині буксирувального каната менше 200 метрів; 3 білі вогні —при довжині буксирувального каната понад 200 метрів; 2) Кормовий жовтий буксирний вогонь з кутом видимості 135°, що спрямований назад (аналогічно кормовому вогню); 3) Бортові вогні, які розташовані: - Зелений вогонь на правому борту; Червоний вогонь на лівому борту.
- Буксирувана міна — несамохідний підводний снаряд, що буксирується бойовим кораблем або катером на довгому тросі.
- Буксирування — пересування несамохідних плавучих засобів (барж, дебаркадерів та ін.) або аварійних суден (військових кораблів) за допомогою спеціального судна-буксира або звичайного судна.
- Булінь — багатозначний термін:
  - Булінь — снасть, якою відтягають навітряну бічну шкаторину нижнього прямого вітрила.
  - Булінь — інша назва бесідкового вузла.
- Буль — див. Блістер протиторпедний
- Бульб — частина носа судна, що має опуклу еліпсоїдну форму і виступає трохи нижче ватерлінії. Бульб змінює напрямок потоку води по всьому корпусу, зменшуючи опір.
- Бульбокіль — конструкція плавцевого кіля яхти з прикріпленим до нижньої крайки важким баластом (бульбом) обтічної форми.
- Буртик — поздовжній брусок уздовж зовнішньої сторони бортів човна, що захищає їх від тертя об пристань.
- Бурундук — відтяжка (штаг) вистріла, що йде від його нока до корми судна. Бурундук, який використовували на вистрілі під час якірної стоянки, колись називали ахтертовом.
- Бухт — перший запасний якір (поряд з тоєм і швартом), висів з лівого борту за дагліксом. Найбільший якір з шести на суднах у XVIII ст., його використовували у разі, якщо станові якорі не могли утримати судно.
- Бухта — багатозначний термін:
  - Бухта — невелика затока.
  - Бухта — згорнутий кільцями трос.
- Бушлат — форменний осінньо-весняний верхній одяг військових моряків строкової служби, двобортна чорна куртка з відкладним коміром, на теплій підкладці.
- Бушприт — рангоутное дерево, укріплене на носі судна горизонтально чи під деяким кутом до горизонтальної площини.

## В
- Валик — барабан чи лебідка без механічного привода, як правило, з горизонтальною віссю.
- Валкість — брак остійності судна.
- Валовий тоннаж — див. Брутто-тоннаж
- Валопровід — система сполучених між собою валів, що передає обертання від суднового двигуна гребному гвинту.
- Ванген-блок (від нім. Wangen — «щоки») — блок у вигляді двох шківів, установлених на болтах-осях на плоскому бруску, прикріпленому на топі стеньги або на бушприті.
- Вантажна марка — це спеціальний знак на корпусі судна, що вказує максимально допустимий рівень завантаження судна для забезпечення його безпеки в різних умовах плавання. Вантажна марка регулює осадку судна, залежно від типу води (морської чи прісної), сезону та району плавання. Вантажна марка виглядає як набір горизонтальних ліній, нанесених на корпус судна з боків, зазвичай у середній частині (біля міделя). Вони позначають допустиму осадку в різних умовах.
- Вантажний пристрій — сукупність пристосувань і механізмів для завантаження, вивантаження і переміщення вантажів. До вантажних пристроїв періодичної дії належать вантажні стріли, суднові крани і ліфти, до пристроїв безперервної дії (переважно на вуглевозах, рудовозах, цементовозах) — стрічкові транспортери, ківшові елеватори, пневматичні перевантажувачі[13].
- Вантажний розмір — крива, що показує залежність між середнім заглибленням судна і його водотоннажністю[14].
- Вантажна стріла — пристосування для навантаження і вивантаження вантажів. Виготовляється з дерева або металу й оснащується такелажем із сталевих або рослинних тросів.
- Ванти — снасті нерухомого суднового такелажу, служать відтяжками щогл до борту.
- Вантини — іноді вживана назва вант на шлюпках, інших невеликих суднах.
- Вант-клотень — блок з 1-3 отворами і кіпом по колу, що кріпиться (прив'язується шлагами) до нижніх вант і служить для проведення снастей рухомого такелажу.
- Вант-путенс (не плутати з путенс-вантами) — залізні ланцюги чи смуги, нижній кінець яких кріпиться зовні до борту судна, а верхній закладається за нижні юферси. На шлюпках вант-путенси — пластини з кільцями (вухами) на бортах для кріплення вант.
- Ватербак, пісбак — вигородка в носовій частині верхньої палуби, що запобігала розливанню води по палубі в разі її потрапляння через клюзи.
- Ватер-бакштаги — нерухомий такелаж бушприта, що підтримує його з боків.
- Ватервейс — товсті дерев'яні бруси палубного настилу, що йдуть по бортах уздовж всього судна. Служать для поздовжнього кріплення судна і стоку води. На сучасних суднах — жолоб, що йде по верхній палубі вздовж бортів, по якому вода через шпігати стікає за борт.
- Ватер-вулінг — кріплення бушприта з форштевнем. У старому вітрильному флоті ватер-вулінги робилися тросові або ланцюгові. На сучасних вітрильних суднах замінені залізними бугелями і скобами.
- Ватер-зейль — застаріла назва ліселя, що ставився під гіком.
- Ватерлінія — лінія зіткнення спокійної поверхні води з корпусом судна на плаву.
- Ватер-талі — талі, які використовували для підйому з трюму бочок з водою (також вони застосовувалися для встановлення забортних трапів). Верхній блок ватер-талів зазвичай кріпився до нока грота-реї.
- Ватер-штаги, ватерштаги — нерухомий такелаж бушприта, що підтримує його знизу, з'єднуючи з форштевнем.
- Вахта — багатозначний термін:
  - Вахта — вид чергування на судні;
  - Вахта — частина екіпажу (половина, третина), призначена для несення вахти;
  - Вахта — проміжок часу, протягом якого несе вахту одна зміна.
- Вахтений — особа, яка несе нині[коли?] вахтову службу.
- Вахтовий журнал — див. Судновий журнал.
- Вегерси — застаріла внутрішніх обшивних поясів суден при суцільній обшивці.
- Величина зміни пеленга — значення зміни пеленга на ціль (противника) за одну хвилину, виражену в градусах.
- Вельпси (від англ. whelps) — виступи у вигляді ребер, зроблені на барабані шпиля, щоб намотуваний трос не ковзав.
- Вельси (від англ. wales) — багатозначний термін:
  - Вельси — див. Бархоут
  - Вельси — надводний борт.
- Веретено якоря — масивний стрижень, до нижньої частини якого прикріплені роги адміралтейського якоря чи лапи втяжного.
- Верп — допоміжний судновий якір меншої маси, ніж становий, що служить для зняття судна з мілини шляхом його завезення на шлюпках.
- Верпування (від нід. werpen — «кидати, метати») — процедура виведення судна на відкритий простір за допомогою верпа. Після завозу якоря (на відстань близько 1 кабельтов) якірний канат вибирали за допомогою шпиля, підтягаючи судно до місця завозу.
- Вертлюг — деталь, що з'єднує два елементи і дає можливість одному з них обертатися навколо своєї осі;
  - Вертлюг гіка — кріплення гіка до щогли, що дозволяє йому рухатися у вертикальній і горизонтальній площинах.
- Верф, корабельня — місце побудови та/чи ремонту суден.
- Вестови́й — матрос, призначений для послуг в кают-компанії і офіцерам.
- Взяти рифи — зменшити площу вітрила: згортаючи його знизу і підв'язуючи згорнуту частину риф-штертами в косих і шлюпкових вітрил; підбираючи вітрило догори і захоплюючи його риф-сезнями до леєра на реї в прямих.
- Вибирати снасть — підтягати снасть.
- Вибленки — щаблі, які з'єднують ванти і служать для підіймання на щогли.
- Виворіт вітрила — бік прямого вітрила з боку носа.
- Вигин палуби, вигин бімсів — кривина палуби, що йде поперек судна, утворюється вигнутою догори серединою бімсів.
- Вигородка — багатозначний термін:
  - Вигородка — вертикальна або похила стінка з набором або без нього, що розділяє приміщення всередині відсіку судна;
  - Вигородка — невелике приміщення в корпусі судна.
- Вийти на вітер — триматися дуже круто до вітру; вийти з вітру — привестися дуже круто до вітру (3 румби і менше до левентику), вітрила при цьому зневітрюються.
- Викружка — вигнутий лист зовнішньої обшивки корпусу судна в районі виходу гребного вала.
- Вимбовка — важіль для повертання кабестана.
- Виморожування судна — спосіб забезпечення доступу до підводної частини суднової обшивки в зимовий час шляхом періодичного видалення верхнього шару льоду навколо корпусу через певні проміжки часу.
- Вимпел — довгий вузький прапор з косицями, що піднімається на щоглі військового корабля, який перебуває в кампанії.
- Вимпельний вітер, позірний вітер — вітер, швидкість і напрямок якого обчислюються в системі координат, пов'язаній зі судном у русі. Протиставляється істинному вітру.
- Винтреп (від нід. windrep) — снасть, якою піднімають і опускають стеньги (стень-винтреп) або брам-стеньги (брам-стень-винтреп).
- Випінг (від англ. whipping — «шмагання») — коливання корпусу, викликані ударами хвиль о його днище.
- Вирубати снасть — відрізати трос для снасті.
- Вистріл — горизонтально розташоване рангоутне дерево, підвішене над водою перпендикулярно борту судна. Вистріл призначений для кріплення шлюпок, а також для посадки в шлюпки членів екіпажу судна.
  - Вистріл бушприта — застаріла назва мартин-гіка.
- Вистрілювати — висувати деякі рангоутні дерева (стеньгу або бушприт) на призначене для них місце.
- Витягатися на рейд — виходити з гавані за допомогою завозів.
- Відвалисто, увалисто — під більшим кутом до лінії вітру, ніж дозволяють якості судна.
- Відвалюватися під вітер, увалюватися під вітер — збільшувати кут між напрямком вітру й діаметральною площиною. Протилежна дія — приводитися до вітру.
- Віддати кінець — відвернути кінець з кнехта, за який він був завернутий, або випустити його, якщо його тримають у руках: відв'язати і відпустити кінець з берега або іншого судна.
  - Віддати швартови — відвернути швартови з берегових кнехтів під час відплиття.
  - Віддати якір — кинути чи спустити якір на дно для якірної стоянки.
- Відпорний гак — пристрій для підтягання та відштовховування шлюпок.
- Відрізнювальні вогні, бортові вогні — навігаційні вогні, засвічувані по бортах судна під час ходу. Зі штирборту розташовується вогонь зеленого, з бакборту — червоного кольору.
- Відсік — частина корпусу корабля, відділена водонепроникними перебірками.
- Відстійний флот — сукупність плавзасобів, які затримані в портовій акваторії за рішенням судової влади, перебувають там через несправності, очікують ремонту після аварії і які використовують як плавучі складські приміщення або очікують закінчення воєнних дій.
- Відтяжка — багатозначний термін:
  - Відтяжка[en] — снасть для відтягання нока рангоутного дерева (зазвичай спінакер-гіка).
  - Відтяжка — трос, укріплений на ноку вантажної стріли, за допомогою якого вантажна стріла повертається навколо вертикальної осі і закріплюється в потрібному положенні.
  - Відтяжка галсового кута — галс косого вітрила, снасть, що кріпить галсовий кут до п'яти гіка.
  - Відтяжка гіка[en] — снасть для відтягання гіка донизу.
  - Відтяжка шкотового кута — снасть, що кріпить шкотовий кут бермудського вітрила до нока гіка.
- Відшестя — термін з теорії судноводіння, що позначає виражену в морських милях довжину дуги між меридіанами початкового і кінцевого пунктів плавання, яка відраховується по середній паралелі.
- Візор, козирок — підйомна надводна частина порома чи військового десантного судна, розміщена на його носі, кормі чи в борту.
- Віндзейль — примітивний вентиляційний дефлектор — труба, виготовлена з парусини, верхній кінець якої зрізаний навскоси і забезпечений розпіркою.
- Віндсикер (від англ. windseeker — «шукач вітру») — довгий вузький легкий стаксель з високо піднятим шкотовим кутом.
- Вінтранець (від англ. wing transom — «транець-крило») — найдовший з транців (ряду поперечних горизонтальних брусів, що утворюють корму).
- Віоліна — дошки, закріплені обабіч бушприта позаду езельгофта, які по зовнішньому краю були оформлені у вигляді подвійної букви В і зверху нагадували скрипку.
- Віра! — командне слово при такелажних і вантажних роботах, що означає «підіймай!» «вибирай!».
- Вітер заходить — стає крутішим; вітер відходить — стає повнішим.
- Вітрило, парус — основний рушій суден і кораблів до винаходу парової машини; являє собою аеродинамічну площину, на якій внаслідок обтікання вітру виникають сили тяги і дрейфу.
- Вітрильний майстер, вітрильник — майстровий, який шиє вітрила.
- Вітрильність — чутливість до вітру[15]; площа вітрильності — сума площ всіх вітрил.
- Вітрова тінь — ділянка слабкого вітру з підвітряного боку.
- Віха — довга жердина на поплавці, що стоїть вертикально на воді і яку використовують для позначення фарватеру, огородження небезпек.
- Внутрішнє дно, подвійне дно — внутрішній (верхній) настил подвійного дна.
- Вогні суднові — див. Навігаційні вогні.
- Вогні відкрити! — команда, за якою одночасно ставляться на місця відрізнювальні вогні (бокові), а топовий піднімається на топ.
- Водометний рушій — рушій з використовуванням струменя води, що створює реактивну тягу.
- Водоріз, шек, катватер — частина форштевня на дерев'яних суднах, яким воно на ходу розсікає воду. Являла собою приробку на форштевні, що видавалася допереду. Верхня частина водоріза називалася княвдигедом, нижня — грепом. Греп з'єднувався з баксом (переднім кінцем кіля), княвдигед — зі стандерс-індигедом, кривою балкою. У верхній передній частині кріпився лісель-індигед, до якого приєднувалася носова фігура.
- Водотоннажне судно — термін у теорії корабля, що означає судно (корабель), для якого вся, або більша частина сили підтримання створюється за рахунок виштовхувальної сили води (Архімедових сил).
- Водотоннажність — вага судна в тоннах, тобто кількість води, витісненої плаваючим судном; характеристика розмірів судна.
- Водяне небо — темна забарвленість небесного склепіння і нижньої межі хмар біля горизонту, що спостерігається в полярних морях над зонами чистої води.
- Ворон, абордажний ворон — пристрій на гребних суднах для абордажного бою, перекидний поміст на шарнірах, що опускався на палубу корабля противника при зближенні.
- Вороняче гніздо — застаріла назва марса у вигляді бочки чи діжки.
- Ворса — старі снасті, розпущені на сталки і каболки.
- Ворст (від нім. Wurst — «ковбаса») — обплетений дерев'яний шток (або залізний прут), поставлений горизонтально над талрепами вант і фордунів. Служить для утримання талрепів на однаковій відстані один від одного і водночас є першим щаблем на вантах. Верхній ворст кріпиться до вант у місці приєднання швіц-сарвень-стропів і путенс-вант (під марсами і салінгами).
- Вошстрек — див. Уошстрек
- Всіх (всі) наверх! — команда, за якою викликаються люди наверх для роботи.
- Вугільна яма — спеціальне приміщення на судні, в якому зберігаються запаси кам'яного вугілля для котлів. Біля основи перебірок вугільних ям у котельному відділенні робляться отвори, зачинювані підйомними щитами, через які кочегари входять для розгрібання витрачуваного вугілля.
- Вузол — одиниця вимірювання швидкості судна, що дорінює одній морській милі за годину.
- Вулінг — з'єднання шлагами товстого троса (аналогічно бензелю), бандаж на рангоутних деревах.
- Ву́си — багатозначний термін:
  - Вуси — пристосування у вигляді вигнутих рогоподібних приробок, які привернуті до п'яти гафеля або гіка й охоплюють з двох сторін щоглу. Служать для рухомого з'єднання з щоглою. Вуси бувають дерев'яні і металеві, обшиті шкірою. Утримуються біля щогли тросом — бейфутом чи вертлюгом.
  - Вуси бушприта — те ж саме, що й блінда-гафелі.
- Вуха — вертикальні бруси на носі барж для кріплення буксирного або якірного каната.

## Г
- Гавань — захищене місце в порту для стоянки, навантаження і вивантаження суден.
- Гак буксирний — див. Буксирний гак.
- Гак морський — залізний чи сталевий гак, застосовуваний на кораблях.
- Гакаборт — закруглена частина кормового краю судна.
- Гакабортний вогонь, кормовий вогонь — навігаційний вогонь білого кольору, засвічуваний над гакабортом (на кормі). Ходовий гакабортний засвічується під час ходу судна, якірний — під час якірної стоянки. Термін використовується на військових кораблях.
- Галанка — див. Голландка.
- Галерея — бортовий коридор на рівні кубрика, що служив для огляду цілості бортів.
- Галерея кормова — відкритий або закритий балкон навколо корми старовинних суден.
- Галс — багатозначний термін:
  - Галс — курс судна відносно вітру; якщо вітер дме в правий борт, то кажуть, що судно йде правим галсом, якщо в лівий борт — то лівим галсом.
  - Галс — снасть, що утримує на належному місці нижній навітряний кут вітрила.
- Галс-боканець — на вітрильних суднах боканець з обох бортів на носі судна, з блоками для тяги галсів навітряного кута нижнього прямого вітрила.
- Галс-клампи (нім. Halsklampe) — на вітрильних суднах дерев'яні плити, встановлені на зовнішній стороні борту і призначені для проведення галсів. Прикрашалися різьбленням (яке зображувало іноді голову лева, через пащу якого проходили галси грота). На початку XVII ст. до галс-клампів відносили і вертикальну балку, встановлюється на борту між планширом і бархоутом, з отвором (шків-гатом), прорізаним в балці паралельно борту. Через цей отвір в борту галс проходив всередину судна.
- Галсовий гак — гак, що вставляється у вухо планки на форштевні шлюпки і служить для закріплення галсового кута шлюпкового клівера.
- Галсовий кут — передній кут косого вітрила (кут гафельного вітрила біля п'ятки гіка називається нижнім галсовим, біля п'ятки гафеля — верхнім галсовим).
- Галф-дек (від англ. half-deck — «півпалуба») — настилка верхньої палуби від корми до грот-щогли.
- Гаф-топсель, галф-топсель — трикутне вітрило, яке своєю нижньою стороною кріпиться до гафеля, а вертикальною — до стеньги.
- Галфвінд — курс відносно вітру, коли кут між діаметральною площиною судна і напрямком вітру становить 90 градусів (піввітру).
- Гальюн — відхоже місце на судні, первісно разташовувалося в носовій частині.
- Га́напуть — див. Анапуть.
- Га́ндшпуг (від нід. handspaak — «ручний важіль»)[16] — збільшена вимбовка, що служить важелем при роботі з великими тягарями.
- Гардаман — допоміжний засіб вітрильного майстра: шкіряна рукавичка без пальців, в яку біля основи великого пальця вшита металева пластинка. При виконанні ручних робіт з вітрилами служить наперстком для проштовхування голки через тканину чи трос.
- Гардель, заст. кардель, гардель-реп — снасть рухомого такелажу, що служить для підйому нижніх рей або гафелів.
- Гарматна обслуга — особовий склад, що обслуговує гармату згідно з бойовим розкладом.
- Гаспіси (від англ. hawse-pieces — «клюзові штуки») — елементи набору судна, що розміщаються між останнім носовим шпангоутом і форштевнем. На відміну від шпангоутів мають трапецієподібний чи трикутний переріз. У гаспісах просвердлювалися клюзи.
- Гат — отвір в вітрилі, рангоутному дереві чи корпусній конструкції для проведення снастей, розміщення шківів тощо.
- Гафель — рангоутне дерево, підвішене похило до щогли і вперте до неї ззаду, до якого прив'язують верхню шкаторину гафельного вітрила.
- Гед-ле́джеси (від англ. head ledges — «виступи голови (люка)») — дерев'яні бруси, встановлені паралельно бімсам біля люків. Разом з комінгсами утворюють огородження люків для запобігання потраплянню води в підпалубні приміщення[17].
- Гед-тимберси, тимберс-індигеди — шпангоути гальюна.
- Гельмпорт — отвір у підзорі корми, через який проходить балер стерна. У ранніх конструкціях кораблів з навісним стерном видовжений гельмпорт розташовувався під підзором, через нього проходив румпель.
- Гельмпортова труба — вертикальна труба над гельмпортом, всередині якої проходить балер.
- Генакер — косе вітрило з високим шкотовим кутом (асиметричний спінакер), що в більшості випадків може служити альтернативою спінакеру та генуї.
- Генуя — великий широкий стаксель зі шкотовим кутом, що далеко заходить за щоглу.
- Гіг — довга низькобортна і дуже вузька шлюпка, вельми легкої будови, спеціально призначена для швидкого ходу під веслами. Гіги бувають для одного, двох, чотирьох і шести веслярів. На найвужчих гігах кочети зроблені виносними за борт для зручності веслування.
- Гік — горизонтальне рангоутне дерево, прикріплене до щогли на невеликій висоті над палубою і повернене вільним кінцем до корми судна. До гіка пришнуровується нижня шкаторина косого вітрила.
- Гіка- — слово, додаване до назв снастей, що належать гіку.
- Гіка-топенант — снасть, що йде з топа щогли до нока гіка і служить для підтримки останнього в горизонтальному положенні.
- Гіні, однина гінь (від нід. gijn, нім. Gien) — талі-поліспаст, засновані між одним двошківним блоком та іншим тришківним чи (рідше) між двома тришківними. Призначаються для підйому найважчих вантажів.
- Гі́нці, однина гі́нець — невеликі талі, рухомий блок яких ув'язаний у якусь снасть.
- Гіперети (дав.-гр. ύπηρέται) — у Стародавній Греції — веслярі, матроси, взагалі вся корабельна прислуга, на протилежність солдатам десанту[18].
- Гітерс — ковшик на довгому держаку, що служив для обмивання бортів судна і для змочування вітрил на шлюпці.
- Гітови — снасті рухомого такелажу, що служать для прибирання прямих вітрил і триселів. Гітови прямих вітрил підтягують до реї шкотові кути вітрила. Гітови триселів підтягують вітрило до гафеля і щогли. Взяти на гітови — підібрати вітрило гітовами.
- Гічка — легка вузька і довга шлюпка з тупою кормою.
- Глаголь-гак — відкидний гак, який у робочому положенні утримується спеціальною ланкою ланцюга.
- Глибина інтрюму — відстань від внутрішньої обшивки біля кільсона (або від верхньої поверхні дерев'яної обшивки подвійного дна) до верхньої крайки бімса верхньої палуби; вимірюється в середині судна.
- Гол (від нід. hol — «порожній», або від англ. hull — «корпус») — застаріла назва корпусу судна.
- Голландка — застаріла назва верхньої однотонної матроської сорочки, зшитої з фланелі або парусини. Назва вживалася у Російському імператорському флоті, пізніше вона стала називатися «форменка» (біла голландка) і «фланелівка» (синя голландка).
- Головна енергетична установка — комплекс машин, механізмів, теплообмінних апаратів, джерел енергії, пристроїв і трубопроводів та ін., призначених для забезпечення руху судна, а також постачання енергією різних його механізмів.
- Головні розміри судна — сукупність конструктивних, розрахункових, найбільших та габаритних лінійних розмірів судна, що визначаються паралельно до основних координатних площин та характеризують довжину, ширину, осадку і висоту борту.
- Гондек — нижня гарматна палуба, що була призначена для гармат головного калібру.
- Гордень — снасть, що проходить через нерухомий одношківний блок, якою вітрило підтягується до реї. Розрізняють бик-гордені й нок-гордені.
- Горловина — отвір для доступу в такі місця судна (трюми, цистерни тощо), куди доводиться проникати тільки для огляду, фарбування або ремонту[19].
- Горн туманний — див. Наутофон
- Гострий курс — курс відносно вітру від 90° до 0° (бейдевінд). Протиставляється повному курсу.
- Градшток, град-боген, посох Якова — старовинний навігаційний інструмент для вимірювання висот світил.
- Гребний вал — елемент валопроводу, безпосередньо з'єднаний з гребним гвинтом.
- Гребний гвинт — судновий рушій, який складається з двох або більше лопатей, розташованих радіально на маточині.
- Греп — на дерев'яних суднах нижня частина водоріза чи перша штука від кіля, з'єднана за допомогою замка зі штукою княвдигеда, спрямованою вгору.
- Грот — багатозначний термін:
  - Грот, грот-щогла — загальна назва середньої (найвищої) щогли.
  - Грот — найнижче пряме вітрило на грот-щоглі.
  - Грот- — слово, додаване до назв рей, вітрил і снастей, розташованих вище марса грот-щогли.
- Грота- — слово, додаване до назв частин рангоуту, розташованих на нижній грот-щоглі (грота-рея, грота-салінг).
- Гротлюк, грот-люк — люк перед грот-щоглою.
- Грунто́в[20] (від нід. grondtouw — «днищевий трос») — багатозначний термін:
  - Грунтов — відрізок троса або парусинова смуга, що кріпить шлюпку на шлюпбалках по-похідному;
  - Грунтов — канат або металева смуга, які заводять під днище затонулого судна при його підйомі.
- Гуарі — багатозначний термін:
  - Гуарі — тип вітрильного озброєння, що посідає проміжне положення між бермудським і гафельним. Його досягають завдяки використанню гафеля, який може підійматися у вертикальне положення.
  - Гуарі — тип судна з таким озброєнням.
- Гюйс — носовий прапор судна.
- Гюйсшток — флагшток для підняття гюйса.

## Д
- Даглікс — лівий становий якір[21].
- Двійка — двовеслова мала шлюпка.
- Дев-гордень, демп-гордень, деф-гордень — кожний з двох горденів, що прив'язувалися обабіч бик-горденя.
- Девіація магнітна — див. Магнітна девіація
- Дедвейт — максимальна вантажопідйомність судна, яка включає вагу всіх вантажів, запасів палива, мастильних матеріалів, прісної води, провізії, екіпажу та їхнього багажу, що судно може перевозити, не перевищуючи допустимої осадки (вантажної марки). Дедвейт не включає вагу самого судна (корпусу, обладнання та двигунів), яка називається власною вагою судна (Lightship Weight)
- Дейдвуд —елемент конструкції судна, який розташовується в кормовій (інколи і в носовій) частинах корпусу і має кілька важливих функцій. Дейдвуд охоплює частини, що підтримують роботу валопроводу  та інші компоненти, пов'язані з передачею енергії від головного двигуна до гребного гвинта. Забезпечує міцність і стабільність конструкції корпусу судна, особливо в зонах, які піддаються підвищеним навантаженням. Дейдвуд включає герметизуючі пристрої, які запобігають проникненню води у внутрішні частини корпусу через місця проходу валопроводу. Носовий дейдвуд Використовується на суднах із носовими гвинтами або носовими рушіями (наприклад, на деяких буксирах чи криголамах).
- Дек — палуба. Термін вживається, як правило, щодо тих з палуб, на яких встановлена артилерія (дводековий лінійний корабель, тридековий). Також деком називалася верхня палуба, що поділяється на бак, шкафут, шканці та ют.
- -дек — складова назв палуб (знизу уверх):
  - Орлоп-дек — палуба для екіпажу (кубрик), що розташовувалася над трюмом;
  - Гон-дек — нижня гарматна палуба, призначалася для найважчих гармат;
  - Мідель-дек — середня гарматна палуба;
  - Опер-дек — верхня палуба.
- Дека трюму — верх донних танків, що розташовуються під трюмом.
- Демено — застаріла назва стерна.
- Демередж — грошове відшкодування збитку, плата, що належить перевізнику за простій судна протягом контрсталійного часу.
- Дефлектор — багатозначний термін:
  - Дефлектор — спеціальний пристрій, що служить для цілей вдувної і витяжної вентиляції;
  - Дефлектор — прилад для визначення магнітної девіації.
- Джонкове вітрило — різновид чотирикутного косого вітрила, посиленого по ширині латами у вигляді рейків, отримало назву завдяки використанню на джонках.
- Дзвін водолазний — апарат, що має форму дзвона і відкритий знизу, служить для спуску під воду.
- Дзвін судновий, неточно ринда — дзвін на судні, призначений для відбиття склянок (проміжків часу), подавання сигналу збору, пожежного сполоху, подавання сигналів у тумані.
- Дивізіон — постійне військове формування на флоті, початкове тактичне з'єднання однорідних кораблів 2-го, 3-го й 4-го рангів.
- Дивізія — основне тактичне з'єднання флоту, складова ескадри.
- Дилатація — створення температурних швів у фальшборті судна, передбачених при будівництві, щоб уникнути розрив фальшборту від вигинання корпусу судна.
- Димсель — щит, зроблений з парусини. Його ставлять попереду камбузної труби, коли судно йде проти вітру. Димсель не дає диму розноситися по палубі.
- Диплот — ручний лот для вимірювання значних глибин (50-150 м), кріпиться на диплотліні.
- Диптанк — глибока трюмна цистерна, обмежена зверху палубою (або платформою, що піднімається над другим дном) і призначена для розміщення рідких суднових запасів, баласту або вантажу.
- Дирик-фал — снасть рухомого такелажу, що служить для піднімання нока гафеля.
- Диспач — винагорода, яка може бути встановлена угодою сторін і сплачується перевізником фрахтувальнику за завершення вантаження судна до закінчення сталійного часу.
- Диспаша — розрахунок збитків вантажу, судна і фрахту при спільній аварії, які розподіляються між вантажовласником і судновласником.
- Диферент — різниця заглиблення між носом і кормою; якщо різниця в бік заглиблення кормою, кажуть, що судно має диферент на корму; в протилежному випадку судно має диферент на ніс.
- Диферентометр — прилад для вимірювання диференту, різновид інклінометра.
- Діаметр циркуляції — один з параметрів циркуляції судна та основна характеристика його поворотності.
- Діаметральна площина, скорочено ДП — вертикальна поздовжня площина симетрії теоретичної поверхні корпусу судна.
- Діафон — потужний пристрій для подачі звукових сигналів на маяках, міцніший за сирену.
- Дільні речі — загальна назва допоміжного приладдя судна, а також деяких деталей корпусу судна.
- Довжина судна — один з головних розмірів судна.
  - Довжина судна найбільша — довжина судна, виміряна від найбільш висунутої вперед зовнішньої точки форштевня до найбільш крайньої точки кормового підзору.
  - Довжина судна між перпендикулярами — відстань між носовим і кормовим перпендикулярами судна.
  - Довжина судна по ватерлінії — відстань між точками перетину носової і кормової частин ватерлінії з діаметральною площиною судна.
  - Габаритна довжина — відстань, виміряна у горизонтальній площині між крайніми точками носової і кормової кінцевих частин корпусу з урахуванням частин, які постійно стримлять.
- Док — інженерна споруда для побудови, ремонту і перебування суден, в якому проводиться більшість необхідних робіт з підводними частинами корпусу. Може бути плавучим або сухим.
- Дра́блер (англ. drabler, drabbler) — додаткова смуга парусини, що в XIV—XVI століттях кріпилася знизу бонета.
- Драфцман — звання в російському флоті в XVIII—XIX століттях.
- Драйо́к — інструмент для такелажних і вітрильних робіт, що являє собою невеликий циліндричний шматок дерева з загостреними кінцями. Вживається як важіль при видраюванні кінців.
- Драйреп (нід. draaireep) — багатозначний термін:
  - Драйреп — елемент фала нижніх рей, що одним кінцем кріпиться до реї, другим — до рухомого блока, через шків якого проходить гардель;
  - Драйреп, марса-фал — фал для піднімання марса-реї.
- Драйреп-блок — одношківний блок, що прив'язується до марса-реї, і через шків якого проходить марса-фал.
- Дрейф — відхилення судна від курсу під дією течій, вітру тощо, знесення судна під час якірної стоянки та ін.
- Дрейфомір — прилад, що вимірює кут між напрямком істинного курсу і лінією шляху при дрейфі судна. Принцип дії гідродинамічного дрейфоміра оснований на вимірюванні різниці тисків на правому і лівому бортах судна[22].
- Дрек — шлюпковий якір.
- Дректов — трос шлюпкового якоря.
- Дрифтер — різновид вітрила, стаксель великого розміру для використання при слабкому (до 2 балів) вітрі.
- Дробове вітрильне озброєння — різновид бермудського озброєння з розташуванням стакселя на нижчому рівні порівняно з гротом.
- Дромгед (від англ. drum head — «голова барабана») — верхня частина барабана шпиля.
- Друге дно — внутрішній (верхній) настил подвійного дна.
- Дудка морська — ручний свисток для подавання сигналів команді.
- Дуплінь (нід. dubbellijn — «подвійний лінь»), серга — кінець троса, проведений у рим (обух) і назад так, щоб обидва кінці були в розпорядженні матросів (відпустивши один кінець, можна за другий витягнути весь трос).

## Е
- Еволю́ція (від лат. evolutio — «розгортання») — синхронне перешикування кораблів (чи підрозділів) в єдиному шикуванні: з одного бойового (або похідного) порядку в інший.
- Езельгофт — деталь для з'єднання вертикальних і похилих рангоутних дерев.
- Елінг — споруда, призначена для побудови, зберігання та ремонту суден малого та середнього розміру.
- Ентер-дрек, абордажна кішка — невеликий ручний якір-кішка. При абордажі його кидали на вороже судно для надійнішого зчеплення з останнім.
- Еринс-бакштаги — бакштаги, що йдуть від нока гафеля до бортів судна[23].
- Еринс-талі — талі еринс-бакштагів[23].
- Ескадра — велике з'єднання військових кораблів різних класів.

## Ж
- Жвака-галс — короткий відрізок якірного ланцюга, що має однакову товщину з основним ланцюгом. Одним кінцем жвака-галс прикріплюється до рима всередині ланцюгового ящика, до іншого кінця за допомогою кінцевої ланки кріпиться якірний ланцюг. Жвака-галс дозволяє в разі потреби швидко віддати якірний ланцюг.
- Жердинна міна — тип морської мінної зброї, що застосувався наприкінці XIX століття. Являв собою заряд вибухової речовини, розташований на кінці довгої жердини.
- Живучість судна — здатність морського (річкового) судна у разі пошкодження зберігати свої експлуатаційні та мореплавні якості.

## З
- Завал-талі — снасть для утримання гіка, що запобігає його самочинному перекиданню на другий борт на повному курсі.
- Завалювати — повернути, прибрати до борту чи всередину корабля винесені за борт шлюпки, трапи, стріли тощо.
- Завіз — завезення на шлюпці і закріплення якоря (верпа) для наступного підтягання до нього судна.
- Загрібни́й — весляр (або веслярі — загрібні), що діють першими від корми веслами.
- Задра́їти — міцно закрити (люки, двері, ілюмінатори тощо) з метою запобігти попаданню води.
- Задрайка, зацу́рок[24] — спеціальне пристосування, призначене для водонепроникного задраювання суднових ілюмінаторів, дверей, технічних горловин, кришок люків тощо.
- Закладати — кріпити кінець.
- Закладна дошка — традиційна металева пластина, яка на початку будівництва розміщується в основі будь-якої великої споруди: будівлі, судна тощо.
- Закріпити вітрило — обнести сезнями або кінцем після того, як вітрило взято на гітови.
- Запеленгувати — визначити напрямок за компасом (пеленг).
- Зариватися — брати воду носом.
- Звід сигналів — система літерних і цифрових умовних знаків прийнята на флоті для передачі донесень, розпоряджень, оповіщень та інших повідомлень. Передача здійснюється підйомом на реї одного або декількох прапорів, світловими засобами і по радіо. Для міжнародного спілкування на морі використовують міжнародний звід сигналів, окрім того, існують національні системи (прапори військово-морського зводу сигналів ВМФ СРСР, російська семафорна абетка тощо).
- Змичка — фрагмент якірного ланцюга завдовжки 25 — 27 метрів з діаметром від 13 до 100 мм, що складається з непарної кількості спільних ланок.

## І
- Ілюмінатор — засклене вікно на судні. Має круглу або прямокутну форму, може бути глухим або відкриватися, з водонепроникними кришками або без них. Служить для доступу в суднові приміщення світла і повітря.
- Інтеркостель, інтеркостельний лист (від англ. intercostal — «міжреберний») — вставна частина набору судна, що складається окремих елементів, закріплених між перпендикулярними йому в'язями (напр., інтеркостельний стрингер складається з окремих секцій, вставлених між безперервними шпангоутами).
- Інтрюм — застаріла назва трюму.
- Іол, йол — багатозначний термін:
  - Іол — тип вітрильного озброєння з далеко винесеною на корму бізань-щоглою.
  - Іол — тип вітрильного двощоглового судна.
- Істинний вітер — вітер, напрямок і швидкість якого вимірюються щодо стаціонарних морських або наземних об'єктів. Протиставляється вимпельному вітру.
- Істинний курс, справжній курс — курс з урахуванням девіації і магнітного схилення.

## К
- Кабаляринг, кабаляр, кабляр — снасть для вибирання надто товстого якірного каната, що є надто жорстким для намотування на шпиль (чи ланцюга, ланки якого не підходять до гнізд і кулаків шпиля). Являє собою нескінченний кінець, який в носовій частині судна проходить через два блоки, встановлених попереду якірного бітенга. У кабаляринг на невеликій відстані один від одного вплеснені штерти, якими його прихватують до покладеного вздовж якірного каната (якірний ланцюг приєднують до ланцюгового кабаляринга сезенем). Кабаляринг намотували на вал шпиля і вибирають ним якірний канат, укладаючи його в бухту в канатному ящику.
- Ка́бельтов (від нід. kabeltouw) — багатозначний термін:
  - Кабельтов — морська міра довжини, що дорівнює 1/10 морської милі (185,2 м), артилерійський кабельтов дорівнює 182,87 м;
  - Кабельтов — морський трос окружністю від 6 до 13-14 дюймів (150—350 мм).
- Кабестан, шпиль — вертикальний коловорот на судні.
- Каболка — найтонша складова частина рослинного троса, скручена з волокон конопель, агави чи інших рослин.
- Каземат — захищене приміщення на панцернику, призначене для розміщення артилерії.
- Калви, щоглові подушки — бруски дерева у формі чверті круга, встановлені на лонга-салінгах, щоб захистити огони вант від перетирання гострими краями лонга-салінгів.
- Калишка, кеньга — петля на тросі, що утворюється при його надмірному закручуванні.
- Кальцет — топ щогли з латинським озброєнням; на галерах — приробка зі шківами на топі.
- Камбуз — кухня на судні.
- Камелі — два плоскодонних судна (понтони) для підведення під корабель, підйому його і проведення по мілководдю.
- Канарей-строп — стропка, що накладається на стеньгу нижче салінга і охоплює переносні бакштаги.
- Канат — трос окружністю від 13 дюймів (330 мм).
- Каннінгем — різновид галса, який використовують на вітрилах бермудського крою (грот, бізань).
- Каніфас-блок — блок з прорізаною чи відкидною щокою для установлення троса.
- Кап (від англ. cape — «капа, плащ-накидка», або від нім. Kappe — «ковпачок, кришка») — конструкція над вирізами у палубі, що складається з вертикальних стінок і настилу з підкріплювальним набором.
- Капітан — це найвища посадова особа на борту, яка несе повну відповідальність за судно, його екіпаж, вантаж і безпеку під час морських або річкових рейсів. Капітан виконує функції управління, навігації, забезпечення дисципліни та дотримання законодавства під час плавання.
- Капітан-командор — чин у російському військово-морському флоті у 1707—1732 і в 1751—1827 рр..
- Карлінгси — повздовжна підпалубна балка судна, котра підтримує бімси, забезпечуючи гнучкість судна при поперечному перевантаженні. Опорами для карлінгсів є поперечні перебірки корпусу.
- Картушка — чутливий елемент магнітного компаса, що визначає напрямок магнітного меридіана.
- Кат — талі чи шкентель для підйому якоря на борт, зазвичай через кат-балку.
- Катастрома — платформа у древніх гребних бойових кораблів (як правило трирем), яка розташовувалася на бімсах і пілерсах на деякій висоті над палубою і служила для розміщення воїнів і метальних машин.
- Кат-балка, крамбол — товстий короткий брус у вигляді консолі, що виходить за борт і підтримується знизу кницею (так званим сапортусом). Застосовувалися в вітрильному флоті на дерев'яних суднах для підтягування до борту якорів.
- Качка, кнага — дворога металева планка, закріплена на палубі (чи на іншій частині судна), призначена для кріплення рухомого такелажу.
- Каюта — окреме житлове приміщення на судні.
- Кают-компанія — їдальня і місце відпочинку командного складу судна чи військового корабля.
- Квартердек — див. Шканці.
- Квартердек-релінг — балюстрада з маленькими балясинами, що захищала простір між трапами на квартердеку.
- Квартирмейстер — військове звання у флотах ряду країн. На піратських кораблях — начальник абордажної команди.
- Кварторпіси — частина конструкції з боку корми, яка служила для кріплення бічних галерей; часто прикрашалися фігурами.
- Кенкет — кронштейн з кардановим підвісом, що прикріплювався до перебірки каюти. Служив для установки гасової (олійної) лампи або свічки, забезпечував їхнє вертикальне положення при хитавиці.
- Керманич — стерновий, у вужчому сенсі — особа, що відає керуванням судна чи військового корабля.
- Кермове весло — закріплене в кормовій частині весло, що замінює стерно.
- Кермовий, рульовий, стерновий — посада на судні, яку займає спеціаліст, що виконує безпосереднє управління судном, здійснюючи його за допомогою штурвала.
- Керованість — одна з морехідних якостей судна, що характеризує його здатність рухатись прямолінійно або змінювати напрямок руху за бажанням судноводія.
- Кидальний кінець — лінь, що має на одному кінці парусиновий, набитий піском і обплетений зверху мішечок (тягарець). За допомогою кидального кінця подаються на причал (чи з причалу на судно) швартовні троси.
- Киса — щільний парусиновий мішечок для зберігання спорядження катерів і шлюпок та прапорів.
- Ківш — невелика захищена від хвиль акваторія в гавані, призначена для малих суден і шлюпок.
- Кіль — основний подовжній зв'язок корабля, що розташовується по всій його довжині в нижній частині в діаметральній площині.
- Кільблоки — дерев'яні колодки з вирізами, на яких встановлюються шлюпки.
- Кільватер, кільватерний струмінь — струмінь, що залишається за судном, коли воно йде. Стрій, коли судна слідують один за одним, називається кільватерною колоною.
- Кільсон — поздовжній зв'язок на суднах з одинарним дном, що з'єднує днищеві частини шпангоутів.
- Кілювання — багатозначний термін:
  - Кілювання — нахилення судна на борт настільки, щоб кіль вийшов з води. Використовують для ремонту підводного борту, його фарбування й очищення від черепашок. Від кілювання слід відрізняти кренгування, при якому кіль не виходить з води.
  - Кілювання — вид покарання на старому флоті, протягання під кілем.
- Кілюватість — величина, яка визначається підйомом суднового днища від кіля до бортів.
- Кінгстон — отвір з клапаном у зовнішній обшивці підводної частини судна для прийому або видалення води.
- Кінець — назва будь-якої мотузки чи троса на флоті:
  - Корінний кінець — умовна назва закріпленого чи ж невикористовуваного в роботі кінця троса;
  - Ходовий кінець — умовна назва того кінця троса, до якого докладена тяга, а також кінця троса, який безпосередньо використовують (переміщують) при зав'язуванні вузла.
- Кінсбак-блок — одношківний блок біля бізань-щогли, в якому проходили фіш-талі, що служили для підняття якірних лап до русленя.
- Кіп — жолоб на щоках, юферсах і шківах блоків, що направляє трос, а також отвір у кіповій планці, що служить для проведення троса.
- Кіпова планка — планка, яку використовують як швартовий або буксирний півклюз в тих місцях, де немає фальшборту. Для зменшення тертя тросів на кіповій планці встановлюють вертикальний обертовий роульс.
- Кітва, кітвиця — див. Якір.
- Кішка — невеликий якір.
- Кламп — стопор у вигляді накладки на рангоутному дереві, який запобігає прослизанню снасті, що охоплює це дерево.
- Класти руля (стерна) — повертати стерно.
- Клевант — багатозначний термін:
  - Клевант — конусоподібний шматок твердого дерева, який вставляється в вузол, щоб останній не затягувався.
  - Клевант, кневельс, кневенс — невеликий дерев'яний брусочок циліндричної форми з круглою виточкою (кіпом) посередині, прикріплений до троса (як ґудзик-цурочка). Вживається для з'єднання прапорів з фалами, на яких вони піднімаються, також служить для з'єднання кінців сезнів.
- Клетень — шар шкімушгара, тонкого ліню чи дроту, що накладається навколо троса, проти його спуску, за допомогою півмушкеля.
- Клетневина — стара парусина, нарізана смужками. Використовують для клетнювання тросів.
- Клетнювання — вид такелажної роботи — тренцювання троса з наступним покриттям його клетневиною і накладенням клетня. Призначається для захисту нерухомого і рухомого такелажу від вологи і перетирання.
- Клівер — косе трикутне вітрило, що ставиться попереду фок-щогли. Відрізняється від стакселя тим, що його нижня шкаторина розташовується не над палубою, а над бушпритом чи утлегарем.
- Клівер-леєр — трос, який використовують для закріплення передньої шкаторини клівера.
- Клівер-ринг — залізне кільце, що пересувається по довжині бушприта (утлегаря) і служить для кріплення клівер-леєрів, клівер-ринг-бакштагів і ватерштагів (утлегар-бакштагів і утлегар-штага). Пересування здійснюється за допомогою закріпленого на ноку клівер-ринг-фала і клівер-ринг-нірала.
- Клівер-ринг-бакштаги — бакштаги, що кріплять бушприт з боків.
- Клі́ренс (англ. clearance — «просвіт, зазор») — один з кількох розмірів, що визначають взаємне розташування корпусів багатокорпусного судна або корабля. Вертикальний кліренс — відстань між днищем конструкції, що з'єднує корпус і розрахунковою ватерлінією. Поперечний кліренс — відстань між діаметральними площинами корпусів, які складають судно. Поздовжній кліренс — відстань між мідель-шпангоутами чи носовими перпендикулярами трикорпусного судна або катамарана зі зсувом корпусів.
- Клінкет — різновид клапана в суднових системах і трубопроводах у вигляді клиноподібної засувки.
- Клот — кулястий елемент на деяких снастях і елементах спорядження (відпорних гаках).
- Клотик — дерев'яний виточений кулястий наконечник на топі щогли чи флагштока, який захищає торець від вологи. Має кіпи чи шківи для фалів.
- Клюз — отвір у борті для якірного ланцюга.
- Клюз-бак — частина бака від форштевня до хвилевідводу.
- Клюз-сак — парусиновий мішок, набитий скубаною ворсою (також замість мішка можуть використовувати дерев'яні втулки чи кришки), яким затикають клюз.
- Клямс — потужна поздовжня балка судна, з'єднана зі шпангоутами наскрізними болтами. У клямси були врублені кінці бімсів. Під клямсом розташовані один чи два підклямси.
- Кнага, качка — дворога металева планка, закріплена на палубі (чи на іншій частині судна), призначена для кріплення рухомого такелажу.
- Кневельс, кневенс — багатозначний термін:
  - Кневельс, кневенс — див. Клевант;
  - Кневельс, кневенс — шкентель на топі щогли, через блок якого проходили топенанти.
- Кнехт — парна тумба на палубі судна або на пристані для закріплення канатів, снастей.
- Книга сигнальна — довідник, в якому в алфавітному порядку розміщені всі необхідні для переговорів вирази, а також комбінації літер, за якими робиться сигнал або номер для сигналів за умов поганої видимості (темрява, туман тощо).
- Книця — дерев'яна або металева деталь, що з'єднує елементи суднового набору (наприклад, бімси зі шпангоутами).
- Кніпель — артилерійський снаряд гладкоствольної артилерії, який складався з двох чавунних дисків чи півсфер, з'єднаних між собою залізним стержнем і який використовували для пошкодження щогл, такелажу та вітрил кораблів противника.
- Кноп — багатозначний термін:
  - Кноп — вузол у вигляді потовщення на кінці троса для утримання чи закріплення його корінного кінця.
  - Кноп — книця, що з'єднує кіль з форштевнем.
- Княвдигед — у старовинних вітрильних суден верхня частина водоріза, що видавалася вперед. Верхня частина княвдигеда прикрашалася різьбленою фігурою.
- Коефіцієнти повноти — числові показники, що характеризують повноту обрисів судна.
- Койка — ліжко на кораблі, призначене для відпочинку матросів та інших членів команди. «Койки наверх!» — команда, за якою скочені койки виносяться наверх для укладання їх на місце, в койкові сітки.
- Кок — судновий кухар.
- Ко́кор (від нід. koker) — шкіряний, мідний або гумовий циліндр для піднесення зарядів від крюйт-камери до гармат.
- Кокора — нижня частина стовбура хвойного дерева з перпендикулярним великим коренем, яку використовують в будівництві дерев'яних суден.
- Кокпіт — відкритий, заглиблений об'єм (простір) для водія і пасажирів у кормовій частині палуби на яхтах, вітрильних швертботах, парових і моторних катерах; на вітрильних суднах — кормова частина найнижчої палуби.
- Колдершток — вертикальний важіль для повертання румпеля, який використовували до появи штурвала.
- Колишка — інша назва вузла «бараняча нога».
- Командер — військове звання у військово-морських силах деяких англосаксонських країн.
- Командир корабля — це керівник військового корабля, який відповідає за його бойову готовність, безпеку, ефективну експлуатацію, виконання поставлених завдань та дисципліну екіпажу.
- Командор, комодор — звання у ВМФ Британії, США та Нідерландів.
- Коммодор — звання у ВМС ЗС України, впроваджене 2020 року.
- Комель-блок — вид блока. Його корпус довше і кругліше за корпус лонг-такель-блока, він може бути з одним або двома шківами, що лежать в одній площині.
- Комендор — матрос, спеціально підготовлений для виконання артилерійських обов'язків.
- Комінгс — вертикальні сталеві листи або дерев'яні бруси, що огороджують вантажні, світлові і подібні люки від попадання води всередину приміщень.
- Компа́с — прилад для визначення напрямку магнітного меридіана й додержання курсу судна; у навігації використовують магнітні компаси та гірокомпаси.
- Компасний курс — курс, відлічений від компасного меридіана.
- Компасний меридіан — лінія, що проходить через головну вісь компаса; у магнітних компасів він відрізняється від магнітного (на величину магнітної девіації) і географічного (на величину магнітної девіації і магнітного схилення) меридіанів.
- Конвой — спеціальне формування з торгових, допоміжних суден і кораблів охорони, створюване для безпечного переходу суден морем.
- Кондукто́р — військове звання на Російському імператорському флоті.
- Констапель — перший офіцерський чин у морській артилерії Російського флоту, що існував до 1830 року.
- Констапельська — кормова каюта на гондеку, що йшла від корми до бізань-щогли і призначалася для проживання офіцерів та зберігання артилерійських припасів.
- Контраштаг — снасть стоячого такелажу, що заводиться за щоглу при свіжому вітрі.
- Контр-бізань — косе вітрило, яке ставлять на бізань-щоглі, верхню шкаторину якого шнурують до гафеля, а нижня розтягують по гіку. Термін «контр-бізань» вживають щодо цього вітрила тільки в разі наявності на бізань-щоглі нижнього прямого вітрила, встановленого на бегін-реї. Якщо такого вітрила немає, термін «контр-бізань» не вживають.
- Контр-брас — снасть, яку укріплюють на ноку реї і яка служить для розвороту її в горизонтальній площині. Заведений вперед відносно керованої ним реї. Його дія зворотна дії браса.
- Контр-галс — курс корабля відносно вітру, протилежний цьому курсу; протилежний галс.
- Контрзатоплення — у теорії непотоплюваності і боротьбі за живучість: усунення крену і диференту судна шляхом затоплення відсіків, симетричних з пошкодженими.
- Контрсталійний час — додатковий після закінчення терміну навантаження (розвантаження) час очікування судном закінчення вантажних робіт.
- Контртимберси — вертикальні бруси, які кріпляться до вінтранця між старн-тимберсами й разом з ними утворюють верхню частину корми. На відміну від старн-тимберсів доходять тільки до нижніх луток кормових вікон.
- Контрфорс — поперечна розпірка ланки якірного ланцюга калібром понад 15 мм. Зменшує деформацію ланки під навантаженням, підвищує міцність ланки (приблизно на 20 %).
- Контршкот, контра-шкот — снасть рухомого такелажу, дія якої протилежна дії шкота.
- Корабельна архітектура — наука про функціональне та архітектурне формування судна.
- Корабельня — див. Верф.
- Кордебаталія — центральна (середня) частина бойового шикування ескадри, що йде в кільватерній колоні, чи 1-ша дивізія.
- Корма — задній край судна.
- Кормило — застаріла назва стерна.
- Кормовий підзор — похила верхня частина кормового краю корпусу судна, яка виступає за ахтерштевень.
- Косе вітрило — вітрило, що ставиться в діаметральній площині судна і ходить по штагу чи леєру, або прив'язується до гафеля.
- Костюм спеціальний, робоча роба, робоче плаття — повсякденна робоча форма одягу матросів, старшин військово-морського флоту.
- Котельне відділення — приміщення на судні (кораблі), в якому встановлюються парові або масляні котли головної енергетичної установки, а також обладнання та пристрої, необхідні для власної роботи котлів.
- Котидальна лінія — ізолінія, що з'єднує на котидальній карті точки з однаковими фазами припливу.
- Коуш — металеве кільце, що має на зовнішній своїй поверхні жолобок відповідної товщини для троса.
- Кофель-нагель — дерев'яний чи металевий стрижень з руків'ям на верхньому кінці, що вставляється в гніздо кофель-планки для завертання на нього снастей рухомого такелажу.
- Кофель-планка — дерев'яний або металевий брус з отворами для кофель-нагелів, прикріплений горизонтально на палубу біля щогл і біля внутрішньої частини борту.
- Кофердам — вузький водонепроникний відсік, що розділяє сусідні приміщення на судні.
- Кочет — гніздо для весла на планширі шлюпки.
- Крабова клішня — різновид латинського вітрила з двома реями, який використовує багато австронезійських народів.
- Краг, краг-штаг — тирований строп з юферсом, призначений для натягання фока-штагів, ватерштагів, лось-штагів.
- Крамбол — те ж саме, що й кат-балка.
- Кран забортний — кран для доступу води всередину судна або для випуску її назовні. З погляду конструкції часто є кінгстонами.
- Кран клиновий — див. Клінкет.
- Кран судновий — підйомний кран для навантажувальних і розвантажувальних операцій.
- Кранець — пристосування тимчасове або постійне, що служить для захисту борту судна від ударів і тертя об причал чи інше судно.
- Кранець перших пострілів — герметичний ящик на палубі корабля поблизу палубної гармати, у якому зберігається деяка кількість унітарних пострілів для перших пострілів до подачі боєприпасів з артилерійського льоху.
- Краспиця — поперечний елемент рами салінга на суднах з прямими вітрилами і складеними щоглами. На яхтах — розпірка між щоглою і снастями стоячого такелажу.
- Крен — положення судна, при якому його діаметральна площина відхилена на деякий кут від вертикалі і поверхні води.
- Кренгельс — кільце чи петля з троса, закладене в ліктрос або підв'язане до люверсів вітрила.
- Кренгування — нахилення судна на борт, при якому кіль не виходить з води.
- Крейсерська швидкість —  це швидкість, яку судно підтримує під час тривалого плавання на великих відстанях, при цьому забезпечуючи оптимальний баланс між швидкістю та витратами пального. Вона є найбільш економічною швидкістю для судна, при якій зберігається ефективність роботи двигунів, і витрати палива мінімальні для тривалих рейсів.
- Кренометр — прилад для вимірювання крену, різновид інклінометра.
- Криж — багатозначний термін:
  - Криж — перев'язування шлагів бензеля поперек, з метою запобігання їхньому розсуванню;
  - Криж — перекручення двох відданих якірних ланцюгів судна, що трапляється при розвороті судна на якорі на 360° під впливом вітру або течії (перекручення на 180°, коли випущений з правого клюза опиняється по лівому борту, а випущений з лівого — по правому, називається хрестом);
  - Криж — маленький прапорець у куті полотнища прапора.
- Кринолін — багатозначний термін:
  - Кринолін — огорожа у вигляді ферми на кормі річкових суден для захисту стерна;
  - Кринолін — протиторпедні мережі, що підвішувалися з обох бортів на вистрілах у 1870—1880 рр.;
  - Кринолін — витягнута вздовж борту галерея великого античного бойового корабля.
- Кріпити вітрила — загортати їх чи згортати по реях, щоглах тощо, коли вони були розпущені, тобто поставлені чи віддані.
- Крук, абордажний крук — див. Ворон.
- Крюїнг — комплекс послуг з управління екіпажами, що надається спеціалізованими компаніями.
- Крюйс- — слово, додаване до назв частин рангоуту, снастей чи вітрил, розташованих вище марса бізань-щогли (крюйс-марса).
- Крюйсель, крюйс-марсель — пряме вітрило (2 ярусу) на бізань-щоглі.
- Крюйсельний, крюйс-марсовий — матрос, що несе вахту на крюйс-марсі.
- Крюйс-пеленг — спосіб визначення місця судна за двома пеленгами на той само орієнтир (маяк), взятими через певний проміжок часу, і пройденій судном відстані по курсу за цей час.
- Крюйт-камера — застаріла назва порохового погреба на кораблі.
- Кубрик — житлове приміщення для команди.
- Купор (від нід. kuiper, англ. cooper) — матрос-бондар, який відповідав за справність бондарних виробів на судні.
- Курс судна — горизонтальний кут між північною частиною меридіана і ДП судна в напрямку його руху.
  - Курс відносно вітру — кут між напрямом вітру і діаметральною площиною судна, тобто курсовий кут на точку горизонту, звідки віє вітер.
- Курсовий кут — кут між діаметральною площиною судна і напрямком на який-небудь об'єкт, що спостерігається з судна.
- Куршея (від італ. corsia) — поздовжній перехід на палубі галери. По ньому ходили наглядачі.

## Л
- Лавірувати — йти по ламаній лінії, лягаючи то на правий, то на лівий галс бейдевінду.
- Лаг — багатозначний термін:
  - Лаг — прилад для визначення швидкості судна;
  - Лаг — борт судна;
  - Лаг — комерційний термін, виписка зі суднового журналу;
  - Лаг — ряд бочок з водою, укладених у трюмі.
- Лагун — металевий бак з краном для зберігання питної води.
- Ланцюговий ящик — відділення в носовій частині судна, в якому поміщається якірний ланцюг.
- Лапки — розгалуження кінця снасті, виконується вплетенням вільного кінця такої ж товщини:
  - Лапки — розгалуження снасті на два кінці, якими вона охоплює рангоутне дерево (кінці споряджені вічками, що з'єднуються найтовом);
  - Лапки — див. Шпрюйт.
- Ласт — міра вантажомісткості суден, що застосовувалася до кінця XIX століття.
- Ластовий екіпаж — у Російському імператорському флоті чини нижчого рангу, які були не здатні служити у флотських екіпажах і які використовували для різних берегових потреб.
- Лата — тонка, плоска гнучка рейка з дерева, яку вставляють в латкишеню, нашиту від задньої шкаторини на вітрилі бермудського крою. Служить для додання вітрилу правильного аеродинамічного профілю.
- Латинське вітрило — трикутні вітрила, які пришнуровувалися своєю верхньою шкаториною до довгого складеного рейка, що підіймався похило, тобто задній кут був високо піднятий, а передній опущений майже до палуби. Це один з найдавніших видів вітрильного озброєння, що дійшов до наших днів майже без змін.
- Лацпорт — виріз у зовнішній обшивці, призначений для вантажних операцій, проведення кабелів, тросів тощо.
- Левентик — курс судна відносно вітру: вітер дме прямо в ніс. Вітрильне судно таким курсом йти не може. На вітрильниках цей курс використовують для зупинки судна (привести судно до вітру).
- Легвант — тросова подушка на щоглі під нижньою реєю. Призначалася для того, щоб підтримувати останню у випадку обривання гарделів.
- Легість — термін, що має кілька значень:
  - Легість — невеликий обплетений каболкою мішечок з піском, що служть тягарем кидального кінця;
  - Легість — назва кидального кінця на цивільному флоті;
  - Легість — мотузка, яку протягали із салінга для підйому снастей.
- Ле́джес (англ. ledges — «виступи») — півбімс, брус між карлінгсами.
- Леєр — металевий прут або туго натягнутий рослинний чи сталевий трос, який використовують для прив'язування вітрил, стягування тентів, сушіння білизни тощо. Леєром також називаються укріплені на стійках троси, що замінюють фальшборт судна і троси, що натягують для запобігання падінню людей за борт під час шторму.
- Летючі вітрила — вітрила, які не входять в основну вітрильність судна і ставляться на додаток до основних вітрил, найчастіше при слабких вітрах.
- Лицьовий бік вітрила — бік прямого вітрила, повернутий до корми. У косих вітрил лицьовий і виворітний боки в теперішній час не розрізняються.
- Ліга морська — позаметрична одиниця довжини, що дорівнює 3 морським милям (5556 м).
- Лік (від нід. lijk) — крайка вітрила.
- Лікпаз — півзакритий жолоб у рангоутному дереві, в який заводиться ліктрос чи повзуни шкаторини вітрила, що забезпечує швидке і зручне постановлення і прибирання вітрила. Лікпаз також є основним елементом штаг-пірса.
- Ліктрос — рослинний чи гнучкий сталевий трос, яким обшивають крайки вітрил.
- Лікування, ліківка — обшивання шкаторини ліктросом.
- Лімберборди, лімбербордові дошки (від англ. limber boards) — дошки, якими закривали зверху лімбербордовий канал.
- Лімбербордовий канал — канал біля кільсона на суднах з одинарним дном для стікання трюмних вод у лляло біля мідель-шпангоута.
- Лімбербордовий пояс — перший пояс внутрішньої обшивки біля кіля.
- Лімбергол (англ. limber hole — «водотоковий отвір») — отвір, пропил у флортимберсі шпангоута для вільного водотоку трюмних вод до лляла.
- Лісель — додаткове прямокутне чи трапецієподібне вітрило, яке ставили ззовні прямих вітрил.
- Лісель-індигед — деталь, до якої кріпилася носова фігура.
- Лісель-спірт, лісель-рейок — тонке горизонтальне рангоутне дерево, прикріплюване до ноків рей фок- і грот-щогл, яке служило реєю для піднімання ліселів.
- Лінь — тонкий рослинний трос діаметром від 3,8 до 11,2 міліметра, звиваний з каболок. Для сигнальних фалів і для лаглінів вживаються плетені ліні.
- Лінемет[en], лінеметний пристрій — пристрій для подачі провідників швартових і буксирних тросів, рятувальних лінів на великі відстані.
- Ліньо́к — коротка мотузка в палець товщиною, з вузлом на кінці, для покарання матросів на старому флоті.
- Лляло — водостік у нижній частині трюму на сталевих суднах, утворений крайнім міждонним листом і зовнішньою обшивкою.
- Лляльні води — води у вантажних приміщеннях і машинному відділенні, що утворюються внаслідок протікання із водяних систем, відпотівання внутрішньої поверхні бортів та ін.
- Локсодрома — лінія на поверхні земної кулі, яка перетинає всі меридіани під тим самим кутом (зберігаючи той же азимут).
- Локсодромія — маршрут з фіксованим шляховим кутом. До появи в XX ст. приладів для обчислення поточного необхідного шляхового кута (які уможливлюють ортодромію) локсодромію використовували при розрахунку необхідного курсу при прокладанні маршруту суден.
- Лонга-салінги — два дерев'яні поздовжні бруси, укладені на чикси, прикріплені до нижньої частини топа щогли чи стеньги і зв'язані між собою краспицями. Служать основою марса чи салінга.
- Лонг-такель-блок — подовжений такель-блок (блок з двома шківами на окремих осях). Являє собою ніби два блоки, з'єднані в одному корпусі. Вживається для руль-талів, анкершток-талів, риф-талів косого грота, бик-горденів нижніх вітрил та ін.
- Лопар (від нід. looper, букв. — «бігун») — ходовий чи зовнішній кінець у талів, снастей.
- Лопата — примітивне знаряддя для віджиму води з дерев'яного настилу палуби у вигляді вузької лопатки з дерева, зі смугою товстої гуми на нижньому зрізі.
- Лопатка такелажна — такелажний інструмент для накладення марок, бензелів і клетнювання тросів. При роботах з рослинними тросами використовують дерев'яні, при роботі з дротяними — металеві лопатки.
- Лоп-штаг, заспинник бушприта — трос, що тягнеться вздовж бушприта і служить страхувальним леєром. Лоп-штаги засновуються між недгедсами і езельгофтом бушприта.
- Лор-футокс (від англ. lower futtocks) — нижній футокс у шпангоуті.
- Лось-штаг (від нід. los — «марний, порожній») — той з тросів подвійного штага, по якому ходить косе вітрило (як правило, лівий чи нижній).
- Лот — прилад для вимірювання глибини моря.
- Лоція — опис морської водойми і порадник для плавання.
- Лоцман — особа, що займається проведенням суден у порти і виведенням із них, проведенням через канали, по шхерах, та в інших місцях, де вимагається добре знання фарватеру.
- Льодовий відблиск або льодове небо — атмосферне оптичне явище, яке спостерігається в полярних широтах і є ознакою наявності суцільних крижаних мас за горизонтом.
- Люгерне озброєння — тип вітрильного озброєння, що отримав назву за люгерами. Головне вітрило чотирикутне, ставиться на рейку, його один кінець видається за щоглу. А передній край вітрила до щогли не пришнурований, він теж виходить за неї. Нижній край шкаторини вітрила пришнуровується до гіка.
- Люк — виріз, отвір у палубі судна; часто під терміном «люк» розуміють всю конструкцію закриття отвору, хоча окремі частини цієї конструкції і мають спеціальні назви.

## М
- Магеринг — шкіряне відро.
- Магнітна девіація — відхилення стрілки магнітного компаса від магнітного меридіана під впливом власного магнітного поля судна.
- Магнітне схилення — кут між магнітним і географічним меридіанами.
- Магнітний курс — курс, відлічений від магнітного меридіана.
- Магнітний меридіан — вертикальна площина, що проходить через вісь стрілки магнітного компаса.
- Майна! — командне слово при такелажних і вантажних роботах, що означає «опускай!».
- Мамеринець — багатозначний термін:
  - Мамеринець — шматок брезенту, що запобігає потраплянню води з палуби на балер.
  - Мамеринець — пристосування в артилерійських башт, що запобігає потраплянню води і сміття в зазор між броньовою частиною башти і палубою; заводиться на час походу, коли очікується свіжа погода.
- Маневреність — здатність судна швидко змінювати швидкість і напрямок руху (для підводних човнів — і глибину занурення) залежно від складності обстановки.
- Манільський трос — трос, виготовлений з манільського прядива. Манільський трос міцніше прядив'яного на 70 % і легше на 25 %, він не боїться морської води. Проте його волокно менш гнучке порівняно з конопляним прядивом і не витримує такого опору при зав'язуванні в вузли, як прядиво.
- Мантиль — шматок троса, що має на одному зі своїх кінців свитень, на другому — коуш. По мантилю ходить одношківний блок, що має довгий строп. За допомогою мантиля тягнуть нерухомий такелаж: закладають його свитнем на ванту (вище комля), в строп блока закладають талреп, а в коуш — гак сей-талів.
- Мантиль-талі — система з двох талів, тобто за ходовий кінець одних закладений гак блока інших талів.
- Марина — суспільна неіндустріальна гавань для вітрильних або моторних яхт, спеціально обладнана для безпечної стоянки й сервісного обслуговування приватних суден.
- Марка — багатозначний термін:
  - Марка — кілька щільно накладених один до одного шлагів каболки на кінці троса для запобігання його розплітанню.
  - Марка — позначка на снасті, що показує, докуди її можна травити чи вибирати.
  - Марка — позначка на якірному ланцюзі, що уможливлює судити про те, скільки витравлено змичок якірного ланцюга чи скільки їх залишилося у воді за бортом;
  - Марка вантажна — система знаків на бортах судна у частині мідель-шпангоута, що визначає допустиму осадку для різних районів та умов плавання.
- Марлінь — тонкий лінь, скручений з двох каболок чи ниток.
- Марочниця — такелажний інструмент у вигляді короткого кілка із завуженими і закругленими кінцями, який використовують для накладання бензельних марок.
- Марс — майданчик на топі складеної щогли, прикріплений до лонга-салінгів і краспиць; див. також вороняче гніздо.
- Марса- — слово, додаване до назв частин рангоуту й снастей, що належать до марселя (марса-рея, марса-фал).
- Марсель — пряме вітрило, що ставиться на марса-реї над нижнім вітрилом.
- Мартин-бакштаги — троси, що йдуть від нока мартин-гіка до бортів судна.
- Мартин-гік — рангоутне дерево, укріплене вертикально під бушпритом своїм ноком донизу. Служить для розносу снастей нерухомого такелажу — утлегар- і бом-утлегар-штагів.
- Мартин-штаг, утлегар-штаг — трос, що йде від нока мартин-гіка до нока бом-утлегаря.
- Мата — килимок з прядива. За способом виготовлення мати бувають плетені, шпиговані і ткані.
- Мателот — сусідній корабель у шикуванні.
- Машинка для зламу — такелажний інструмент у вигляді лещат з гвинтом. Служить для роботи з дротяними тросами, коли треба звести впритул два кінці троса для накладення бензеля і закладення коуша.
- Машинне відділення — технічне приміщення на цивільному судні або військовому кораблі, в якому розміщуються  центральний пост управління машинним відділенням, головні та допоміжні двигуни, системи енергопостачання, котли, насоси, компресори та інше обладнання, необхідне для руху судна та його функціонування, а також для комфортного перебування екіпажа.
- Машинний телеграф — пристрій для передачі команд зміни режимів роботи двигунів з рубки управління судном в машинне відділення.
- Маштмакер, мачтмахер (від нід. mastemaaker, нім. Mastmacher — «щоглороб») — виробничий працівник кораблебудівної промисловості, який займався випуском і контролем якості вироблених щогл. Існував як майстрова посада на російських суднобудівних підприємствах часів вітрильного мореплавання.
- Маяк — засіб обладнання морських шляхів у вигляді капітальної споруди баштового типу, призначений для позначення небезпечних місць, проходів для суден.
- Мертвий якір — якір для тривалого закріплення плавучих об'єктів (швартовних бочок, бриделів, буїв, плавучих маяків тощо).
- Метелик — спосіб несення вітрил на яхтах з косим вітрильним озброєнням, коли на повних курсах носові вітрила виносять на протилежний, відносно до кормових вітрил, борт для підвищення швидкості і стійкості на курсі яхти.
- Миля морська — позаметрична одиниця довжини, що дорівнює 1 852,3 метрам.
- Мідельвейс — теоретично, найдовша дошка, яка йде від ахтерштевня до форштевня уздовж уявної площини, яка ділить корпус уздовж на дві однакові половини.
- Мідель-дек — середня батарейна палуба на вітрильних військових суднах.
- Мідель судна, мідель — ширина судна в його максимальному поперечному перерізі.
- Мідель-шпангоут — поперечний переріз, розташований на середині відстані між перпендикулярами теоретичного кресленика судна.
- Міжнародна морська організація — спеціалізоване агентство Організації Об'єднаних Націй, створене для розвитку та регулювання міжнародних стандартів з безпеки судноплавства, охорони морського середовища та сприяння ефективному та сталому розвитку морської індустрії. Міжнародна морська організація (IMO) є основним органом, який розробляє міжнародні стандарти для забезпечення безпеки судноплавства та охорони навколишнього середовища. Її діяльність сприяє глобальному співробітництву та захисту від загроз, що виникають через міжнародне мореплавство.
- Міжнародний звід сигналів — сигнальна книга, що містить в собі зібрання візуальних і звукових сигналів, а також звід радіосигналів, призначена для переговорів між собою суден різних країн.
- Міжнародні правила запобігання зіткненню суден у морі — універсальний міжнародний договір, уніфікує правила запобігання зіткненню суден у морі.
- Міна морська — інженерний боєприпас (міна), що встановлюється у воді і призначена для ураження підводних човнів, надводних кораблів і суден противника, а також ускладнення їх плавання.
- Мінреп — сталевий, прядив'яний або капроновий трос або ланцюг для закріплення якірної морської міни до якоря та утримання її на певній відстані від поверхні води.
- Місток — обгороджена частина палуби верхніх ярусів надбудов і рубок або окрема платформа, призначені для розміщення постів керування, спостереження або зв'язку, а також для переходу з однієї надбудови в іншу.
- Морехідність, мореплавність, морехідна якість — міра того, наскільки добре пристосований плавучий засіб до умов моря.
- Мортира — багатозначний термін:
  - Мортира — коротка труба, призначена для конструктивного оформлення виходу бокового гребного вала з корпусу судна;
  - Мортира — тип артилерійської системи, який колись використовували на флоті.
- Мун- — слово, додаване до назв рангоуту й снастей, що належать до мунселя.
- Мунсель — найвище вітрило на суднах (6 ярусу), яке підніймають на мун-реї вище трюмселя.
- Мусинг — кноп, зроблений не на кінці снасті, а в середині.
- Му́шкель (від нід. moskuil) — дерев'яний молоток, який використовують для такелажних робіт. Застосовують для вирівнювання сталок троса, що деформувалися при різних роботах, околочування рослинних тросів при навиванні, приколочування сталок після пробивання при виробленні сплесенів, огонів тощо. При роботах з металевими тросами замість мушкеля використовують киянку.

## Н
- Набивати снасть — натягати снасть до відмови, усувати слабину.
- Набігти на свій якір — встати над своїм якорем під впливом вітру або течії.
- Набір судна — каркас, остов корпусу судна, що складається з поздовжніх і поперечних зв'язків.
- На борт покласти стерно — повернути стерно максимально направо чи наліво.
- Навал — зіткнення корпусу з причалом, іншим судном, що стається внаслідок інерції.
- Навались! — команда веслярам на шлюпці гребти сильніше.
- Навігаційні вогні — сукупність світлотехнічних приладів, призначених для позначення судна (повітряного судна), визначення його типу, а також характеру руху чи стоянки в нічний час.
- Наві́тряний бік, наві́тряна сторона — сторона об'єкта, обернена в напрямку, звідки дме вітер.
- Нагель — дерев'яний цвях, тибель.
- Надбудова — це важлива частина судна, яка розміщується над корпусом і виконує численні функції, від житлових приміщень до технічного оснащення. Вона робить судно більш зручним для екіпажу і пасажирів, а також сприяє ефективному управлінню та безпеці судна.
- Надводний борт — відстань, виміряна прямовисно на міделі від верхньої крайки палубної лінії до верхньої крайки відповідної вантажної марки.
- Найто́в (нід. naaitouw, від naaien — «зшивати» + touw — «трос») — багатозначний термін:
  - Найтов — з'єднання шлагами троса двох або кількох частин рангоуту, двох тросів тощо;
  - Найтов — снасть (трос) для кріплення суднового обладнання, деталей (в тому числі товстих тросів), а також вантажів.
- Найтовити, найтувати — зв'язувати мотузкою перевиванням, робити найтов.
- Нактоуз — ящик для встановлення компаса.
- Намітка на шлюпці — відкидна металева скоба на шарнірі для утримання щогли у вертикальному положенні. Один кінець намітки закріплений на щогловій банці, другий, відкидний, кріпиться до банки нагелем.
- Наутофон — електроакустичний прилад для звукової сигналізації.
- Невельвудс (від англ. navelwoods) — товстий шматок дерева, в який на деяких суднах для міцності врізається клюз.
- Недгедси, недгедці (від англ. knightheads — «голови лицарів»), болард-тимберси (від англ. bollard timbers — «тумбові дерева») — два спеціальні бруси, встановлені з боків форштевня для того, щоб поліпшити кріплення обшивки. Нетгедси підтримують бушприт і забезпечують опору переднім кінцям зовнішньої обшивки. Верхня частина недгедсів фігурно оброблялася (у вигляді голів людей, левів тощо) і служила для кріплення снастей (бітенг). Якщо діаметр бушприта набагато перевершує ширину стема, отже для проходу бушприта в нетгетсах потрібно виконати занадто глибокі виїмки (наприклад, на фрегатах та ін. великих суднах), то між нетгедсами, стемом і фальстемом встановлюються додаткові штуки дерева — стем-піси.
- Непотоплюваність — здатність судна залишатися на плаву і зберігати остійність та деякий запас плавучості при пошкодженні його корпусу і затопленні одного або декількох відсіків.
- Нетто-тоннаж, чистий тоннаж (NT) — це обсяг, що використовується для вимірювання корисного вантажного простору судна. Він визначає обсяг приміщень судна, який можна використовувати для вантажу, пасажирів та іншого корисного використання, і не включає об'єм, що займають машинне відділення, баластні танки або приміщення для екіпажу. Нетто тоннаж обчислюється на основі внутрішнього об'єму судна, доступного для вантажу, і не враховує простори, які не використовуються для транспортування вантажу або пасажирів.
- Нетто-реєстровий тоннаж, чистий реєстровий тоннаж — загальний об'єм всіх вантажних приміщень судна, виражений у реєстрових тоннах.
- Нижні:
  - вітрила — фок, грот і бізань на суднах з прямими вітрилами;
  - реї — реї для нижніх вітрил;
  - щогли — щогли без стеньг, брам-стеньг і бом-брам-стеньг.
- Нірал — снасть рухомого такелажу, за допомогою якої прибираються косі вітрила. Нірал протягається уздовж шкаторин вітрила, і коли вибирають його ходовий кінець, вітрило збирається «в жменю». Залежно від того, якому вітрилу належить нірал, він отримує додаткове найменування, наприклад клівер-нірал, фока-стаксель-нірал, бом-клівер-нірал.
- Ніс — передній край судна.
- Нічник — мідний кухоль з поміщеним в отворі віка тліючим ґнотом, що розташовувався на баку в місці для паління.
- Нойталі — талі для кріплення морських гармат до борту під час шторму.
- Нок — кінець горизонтального чи похилого рангоутного дерева (реї, гафеля, гіка, бушприта, утлегаря).
- Нок-бензель — лінь (бензель), яким принайтовлюється вітрило до нока рангоутного дерева.
- Нок-бензельний кут — кут вітрила, розташований біля нока. Названі так тому, що в цих місцях вітрило кріпиться до рей бензелем.
- Нок-гордень — снасть рухомого такелажу судна, за допомогою якої при прибиранні вітрил бокова шкаторина прямого вітрила підтягується до реї.
- Нок-талі — талі, що складаються з одного двошківного блока й одного одношківного; причому строп першого споряджений гаком, а другого коушем (на відміну від сей-талів, у яких гаки мають обидва блоки).
- Ноколь-тимберси — передні поворотні шпангоути дерев'яних суден, на яких стоять нижні кінці гаспісів.
- Носова фігура — прикраса вітрильників, встановлювана на форштевні.

## О
- О́бво́ди — зовнішні обриси корпусу судна, що характеризуються теоретичним креслеником.
- Обгалдир — див. Абгалдир.
- Обер-сарваєр — чин в російському флоті XVIII — початку XIX століття (5-го класу в Табелі про ранги у 1722—1798 рр., пізніше — 4-го), в обов'язки якого входив нагляд над будуванням кораблів.
- Обрасопити реї — повернути реї за допомогою брасів в одне з крайніх положень під кутом до ДП корабля.
- Обстенити вітрила (від «стеньга») — повернути їх чи судно так, щоб вітер вдарив у зворотний бік вітрил, і вони притиснулися до щогл і стеньг. При обстенених вітрилах судно отримує задній хід.
- Обух, обушок, огболт (від нід. oogbolt — «болт-вічко») — болт, у якого замість головки зроблено кільце чи поковка (приливок) з вухом у верхній своїй частині. Призначений для кріплення гаків снастей такелажу або стропів блоків.
- Обшивка — зовнішня оболонка корпусу судна, що забезпечує водонепроникність.
- Оверкіль — перевертання судна догори кілем.
- Оверштаг — поворот, при виконанні якого курс корабля перетинає напрямок вітру, при цьому корабель перетинає лінію вітру носом.
- Оверштевень (від нід. oversteven) — довжина судна між крайніми точками штевнів (форштевня і ахтерштевня).
- Огон — кільце або постійна петля з троса, зроблена на його кінці або в середині. Цим кільцем снасть надівається на рангоутне дерево, а швартовий кінець на швартовний гак, кнехт, бітенг або качку на причалі в шлюзі або на борту судна, що стоїть у зчалці.
- Оковка — залізна штаба навколо блока, що замінює строп.
- Опердек — верхня палуба вітрильних суден, вона поділялася на бак, шкафут, шканці і ют.
- Оплітка — кінець снасті, заплетеної особливим способом для запобігання його розвиванню. Зазвичай оплітками розроблюються кінці всього рухомого такелажу, окрім того, оплітками покривають сплесені на такелажі і стропах блоків, обплітають фалрепи тощо.
- Орлопдек — найнижча палуба вітрильних суден, що була розташована нижче ватерлінії й призначена для зберігання канатів і розміщення особового складу.
- Ортодрома — лінія найкоротшої відстані між двома точками на поверхні Землі.
- Ортодромія — маршрут із змінним шляховим кутом, що проходить по ортодромі.
- Осадка — відстань між поверхнею спокійної води і кілем судна.
- Основна площина судна, ОП — горизонтальна площина, що проходить через найнижчу точку корпусу.
- Остійність — одна з основних морехідних якостей плавучого засобу — здатність протистояти зовнішнім силам, що порушують його рівновагу, і повертатися у вихідне положення рівноваги, коли дія цих сил припиняється.

## П
- Пайол — знімний дерев'яний або металевий настил на дні судна.
- Пал — багатозначний термін:
  - Пал — чавунна тумба, врита в землю, або кілька паль, вбитих у ґрунт, за які заводяться швартови.
  - Пал — кожний з відкидних стопорів, що насаджуються на нижню частину балера шпиля.
- Палгед — нижня частина балера шпиля, на яку насаджуються пали.
- Палгун — фундамент шпиля із зубчастою рейкою по колу.
- Палуба — горизонтальне перекриття в корпусі або надбудові судна у вигляді підлоги.
- Палубна машинка — стопор якірного ланцюга у вигляді дугоподібного важеля, встановленого під палубним клюзом.
- Панер — див. Апанер.
- Параван — буксирований підводний апарат для захисту корабля від якірних контактних мін.
- Па́смо, прядка, розм. сталка, сталька — друга за товщиною складова частина троса, звита з каболок. У сталевих тросів сталки звиваються з оцинкованих дротів.
- Патент-лаг — лаг, що складається з ротора й лічильника відстані, з'єднаних лаглінем.
- Патент-риф[en] — пристрій для рифування вітрила шляхом його намотування на рангоутне дерево (чи на стрижень всередині нього) або на штаг.
- Патентований якір — загальна назва якорів з рухомими лапами, закріпленими на шарнірі.
- Пе́ленг — багатозначний термін:
  - Пеленг — горизонтальний кут між північною частиною меридіана спостерігача і напрямком з точки спостереження на об'єкт, вимірюваний за годинниковою стрілкою від 0° до 360°. Залежно від прийнятого меридіана розрізняють пеленги: істинний, магнітний, компасний.
  - Пеленг — шикування кораблів, при якому всі вони розташовуються на лінії (пелензі), що проходить під кутом до курсу зрівнювача (ведучого).
- Пеленгатор — пристрій для визначення пеленга на об'єкт (ціль).
- Пелорус — висока колонка у вигляді металевої труби, на яку в кардановому підвісі встановлюється репітер магнітного чи гірокомпаса судна.
- Пентер — снасть, яку колись використовували для підняття тренда якоря на пентер-балці.
- Пентер-балка — див. Фіш-балка
- Пентер-гак — гак, що закладається за лапу або за скобу на веретені якоря при його підйомі на рустов чи на палубу.
- Пепа — верхній нок латинської реї на галерах.
- Перебірка — будь-яка вертикальна стінка всередині корпусу судна, окрім подвійного борту, яка розділяє внутрішній простір на відсіки, а також стінка надбудов і рубок.
- Перевей-топенант, превентер-топенант — додатковий топенант, що заводиться в допомогу штатному топенанту при підйомі великих важких предметів на реї.
- Переговорні труби[en] — внутрішньосудновий пристрій зв'язку на невеликі відстані.
- Перлінь (нід. paarellijn) — трос кабельної роботи, окружністю від 4 до 6 дюймів (102—152 міліметри).
- Перти — закріплені під реями троси, на яких стоять люди під час роботи на реях.
- Пертулінь (від нід. portuurlijn) — снасть (ланцюг), що утримує якір за скобу в прибраному положенні на кат-балці.
- Півба́к[25], полуба́к[26] — носова надбудова на баку корабля.
- Півбімс — бімс, що йде не по всій ширині корабля, а від борту до карлінгса або до вирізу в палубі (люка).
- Піввітру, у піввітру — див. Галфвінд.
- Півклюз, полуклюз — виріз у фальшборті, посилений вставною рамою і призначений для пропускання буксирів або швартовів.
- Півмушкель — мушкель з кіпом (півкруглою виїмкою) у верхній частині. Використовують при клетнюванні тросів.
- Півтопсель — люгерне вітрило, що підіймається на тендері з навітряної сторони над брифоком.
- Пів'ю́т[27] — підвищена частина кормового краю корабля або додаткова палуба над ютом.
- Підвахта — попередня вахта, склад якої може бути залучений до додаткових суднових робіт.
- Підвітряний берег — відносно судна, що йде, наприклад, лівим галсом, берег, розташований з правого боку, буде підвітряним, а з лівого навітряним.
- Підвітряний бік, підвітряна сторона — сторона об'єкта, обернена в сторону, куди дме вітер.
- Підволок — обшивка стелі житлових і службових приміщень судна, чи нижня сторона палубного перекриття.
- Підзо́р, кормовий підзор, підзор контртимберсів — похила верхня частина кормового краю корпусу судна, яка виступає за ахтерштевень, захищаючи перо стерна[28]. На старовинних дерев'яних суднах розташовувався вище вінтранця, часто прикрашався різьбленням.
- Підкочет — коротка металева кутова планка з отвором, врізана врівень у планшир шлюпки, яка призначена для встановлення кочетів.
- Підлегарс — поздовжній стрингер. На шлюпках служить опорою для банок.
- Підпе́рток — кожний з коротких шкентелів, якими перт прикріплюється до реї.
- Підрулювальний пристрій — судновий пристрій, призначений для активного управління судном. Являє собою робочий орган (гвинт) у наскрізному каналі, що проходить між бортами, перпендикулярно діаметральній площині.
- Підштульц — на бічній галереї площина між рим- і фут-реєльсами.
- Піки — крайні відсіки на носі і кормі між останніми шпангоутами і штевнями. Крайній кормовий відсік називається ахтерпік, крайній носовий — форпік.
- Пілерс — вертикальна стійка, що служить опорою для палубного перекриття судна. Пілерси бувають постійні або змінні.
- Пірс — причальна гідротехнічна споруда, що виступає в акваторію водойми.
- Пісподи — галс-талі, зокрема снасті, якими поверталися нижні ноки латинських бізань-рей.
- Плавучий якір — найпростіший пристрій для стабілізації невеликих плавзасобів у дрейфі.
- Плавучість — здатність судна з вантажем на борту плавати в заданому положенні відносно водної поверхні.
- Плаз — приміщення для розбивання кресленика судна, необхідне для виготовлення шаблонів і каркасів під гнуття і розкрій.
- Плашкоут — плоскодонна барка з високими бортами; вживалася для проміжних опор наплавних мостів.
- Планшир — горизонтальний дерев'яний брус або сталевий профіль у верхній частині фальшборту судна або борту човна.
- Пластир — пристрій для тимчасового закладення пошкоджень в підводній частині корпусу судна. Може виготовлятися з декількох шарів парусини водотривкого просочення або з декількох шарів дощок з парусиновою прокладкою.
- Платан — багатозначний термін:
  - Платан — див. Гардаман;
  - Платан — плетена мата, якою обгортають елементи стоячого такелажу й рангоуту для захисту їх від тертя.
- Платформа — палуба, що розташована нижче верхньої і йде не у всю довжину або ширину судна.
- Плехт — другий чи верпувальний передній носовий якір. Висів по правому борту.
- Повний курс — курс відносно вітру від 180° до 90° (фордевінд, бакштаг, галфвінд). Протиставляється гострому курсу.
- Поворот — на вітрильних суднах позначення тільки зміни галса (оверштага і повороту через фордевінд), щодо інших змін курсу вживаються терміни «увалювання під вітер» чи «приведення до вітру».
- Поворот через фордевінд — поворот вітрильного судна, коли лінія вітру перетинається кормою. Протилежний маневр — оверштаг.
- Погон — багатозначний термін:
  - Погон — закріплений за кінці металевий стрижень, уздовж якого пересувається кільце з прикріпленою за нього снастю (напр., погон для гіка-шкота).
  - Погон — металева планка, по якій рухається якась частина в предметах озброєння корабля (напр., погони гарматних башт, барбетів)[29].
- Погонна гармата — гармата на вітрильних суднах, встановлена для стрільби прямо по носі.
- Подвійне дно — частина корпусу, обмежена ззовні днищевою зовнішньою обшивкою, а зсередини другим дном.
- Полубак, півбак — носова надбудова на баку корабля.
- Полундра — вигук, що в цей час використовують як синонім слова «стережися». Збереглося з часів вітрильного флоту, коли матроси, працюючи на щоглах або реях і роняючи що-небудь — попереджали про це криком всіх, хто стоїть внизу, на палубі.
- Пороховий хлопець, порохова мавпа — член обслуги корабельної гармати (зазвичай юнга), головним завданням якого було підносити порох з артилерійського льоху до гармат.
- Порт — багатозначний термін:
  - Порт — комплекс будівель та пристроїв для завантаження і розвантаження суден та їх обслуговування.
  - Порт — отвір у борту корабля для навантаження й розвантаження з нижньої палуби (лацпорт), для гарматних стволів (гарматний порт).
- Посадка судна — положення судна відносно поверхні спокійної води, яке визначається осадкою на міделі та кутами крену та диференту чи носовою та кормовою осадками і кутом крену.
- Пояс обшивки — ряд листів (дощок) обшивки, що йдуть один за одним по довжині судна.
- Прапор військово-морський — прапор встановленої форми, знак приналежності корабля до військово-морських сил певної держави.
- Прапор кормовий — військово-морський, національний або особливо встановлений прапор, який піднімається на кормовому флагштоку або гафелі кормової щогли корабля.
- Прапор морський — прапор встановленої форми, знак державної приналежності корабля (судна), його рангу і призначення, рангу його командира (капітана), посади певної особи, що перебуває на борту, виконуваного кораблем завдання. Також може виконувати сигнальні функції.
- Прапор посадовий — прапор, який присвоюється вищим посадовим особам військового відомства, частіше за все має в своїй основі головні елементи Військово-морського прапора. Зберігається на кораблі і підіймається під час перебування посадової особи на борту.
- Прапор сигнальний — прапор з комплекту прапорів для подавання сигналів (прапори міжнародного зводу, сигнальні прапори ВМФ СРСР)
- Прапори розцві́чування — сигнальні різноколірні прапорці, які піднімаються на кораблях у святкові дні[30].
- Префікс судна — поєднання літер, як правило, абревіатури, які використовують перед назвою цивільного або військового судна.
- Привальний брус — багатозначний термін:
  - Привальний брус — частина поздовжнього набору, верхній стрингер; брус, що йде уздовж судна і кріпиться до шпангоутів; на нього кладуться кінці бімсів;
  - Привальний брус — брус, укріплений уздовж зовнішнього борту судна в середній, повній його частині, на невеликій висоті від ватерлінії; при швартуванні судна демпфує, чим пом'якшує удари об причал. Сучасний привальний брус має велику кількість видів і конфігурацій; на вітрильних суднах виготовлявся з дерева, пізніше з металу, на сучасних катерах і яхтах встановлюють привальний брус з пластифікованого ПВХ — такий привальний брус довговічніший, не вбирає вологу;
  - Привальний брус — брус, що йде по борту навколо всієї шлюпки приблизно на висоті ватерлінії або трохи вище; він скріплює шпангоути. На форштевні і ахтерштевні гострої корми обидва привальні бруси з'єднуються брештуками; до транця вони прикріплюються кницями.
- Приводитися до вітру — зменшувати кут між напрямком вітру й діаметральною площиною, повертати судно носом до вітру. Протилежна дія — увалюватися під вітер.
- Прикіл — паля на березі для швартування судна.
- Приробка льодова — виливок або конструкція з металевих листів на наборі для захисту від льоду пера стерна і гребного гвинта.
- Приробка стернова — додаткова пластина до пера стерна для збільшення його площі.
- Прове́дення, проведення суден — багатозначний термін:
  - Проведення лоцманське — управління судном лоцманом на окремих ділянках його шляху;
  - Проведення льодове — плавання в льодових умовах (самотужки і в супроводі буксирів і криголамів);
  - Проведення за тралами — плавання мінними полями в протралених тральщиками смугах.
- Провідник — невеликий трос, який використовують для подачі буксира на об'єкт, що буксирується (шлюпкою, лінеметом).
- Пропульсивний коефіцієнт —  це безрозмірна величина, яка характеризує ефективність роботи системи руху судна. Він визначає відношення між фактичною потужністю, необхідною для досягнення заданої швидкості, і теоретичною потужністю, яка потрібна для досягнення такої ж швидкості на основі характеристик судна та його пропульсивної системи. Для суден цей коефіцієнт зазвичай коливається в межах 0,45-0,55.
- Прорізання шикування (прорізання лінії баталії) — тактичний прийом кораблів вітрильного флоту, який дозволяв порушити лінію баталії противника і зосередити зусилля проти відсіченої частини його сил. У момент проходження між двома ворожими кораблями, що перебували в лінії баталії, корабель, що прорізав шикування, отримував можливість вести сильний вогонь артилерією обох бортів одночасно проти двох кораблів противника. Вогнем вражалися носова і кормова частини двох кораблів противника, особовий склад, що перебував на верхній палубі, а також рангоут ворожих кораблів. З іншого боку, вогонь противника був у цей момент слабким, оскільки носових і кормових гармат на вітрильних суднах було в багато разів менше, ніж бортових гармат. Прорізання шикування противника в декількох місцях давало можливість атакувати його оточені судна з двох сторін — «взяти противника в два вогні». Цей тактичний прийом найбільш успішно застосовувався в російському (адмірали Ф. Ф. Ушаков і Д. М. Сенявін) та англійському (адмірали Д. Родней і Г. Нельсон) флотах.
- Прядив'яний трос — трос, виготовлений з волокон лубу конопель (прядива).
- Пряме вітрило — вітрило, яке закріплене на реї і ставиться поперек (перпендикулярно діаметральній площині) судна.
- «Пузо» вітрила — опуклість вітрила, надутого вітром. Досягається відповідним кроєм вітрила. Збільшує підйомну силу (тягу) порівняно з плоским вітрилом тієї ж площі.
- Путенс-ванти — багатозначний термін:
  - Путенс-ванти — троси, що йдуть від нижніх вант до крайок марса і врівноважують тягу стень-вант.
  - Путенс-ванти — спеціальні відтяжки, що кріпилися до борту під русленями. Були схожі на короткі ванти, які йшли донизу і натягали знизу вант-путенси.
- П'ютенги, тилептси — дерев'яні підпорки під русленями.
- П'яртнерс — отвір у палубі, через який проходить щогла чи бушприт.
- П'ята, п'ятка — багатозначний термін:
  - П'ята, п'ятка — кінець гафеля чи гіка, яким він впирається в щоглу. Споряджається вусами;
  - П'ятка ахтерштевня — частина ахтерштевня, на яку спирається перо стерна;
  - П'ятка стерна — нижня частина пера стерна, яка спирається на п'ятку ахтерштевня;
  - П'ятка якоря — нижня частина якоря, де веретено з'єднується з рогами.

## Р
- Раковини, штульци — симетричні звиси по боках корми, які були закінченнями галерей і часто багато прикрашалися. На сучасних суднах відсутні, але слово залишається для позначення предмета, баченого з судна приблизно на чотири румби позаду траверза.
- Ракс-бугель (нід. rak-beugel[31] — «бейфут-дужка») — бугель, який може пересуватися по рангоутному дереву. Використовують для кріплення легких (зокрема верхніх) рей на щоглах, нижнього кута клівера на утлегарі[32].
- Ракси (нід. rakjes) — металеві кільця чи півкільця, які пересувають по штазі і використовують для кріплення та розтягування кліверів і стакселів.
- Ракс-клоти, патерностери, чотки — дерев'яні кульки з просвердленими посередині отворами, надівані на мотузкову або сталеву вісь, що з'єднує вуси гафеля. Служать для запобігання пошкодженню щогли, і для полегшення переміщення гафеля.
- Ракс-слізи (нід. rak-sleetjes — «полозки бейфута») — вертикальні плоскі дерев'яні пластини, поставлені між ракс-клотами для утримання останніх в певному положенні один щодо одного.
- Ракстов, ракс-тоу — тросовий бейфут (складений з ракс-клотів, ракс-слізів і ракс-троса).
- Ранг корабля — вид корабля по класифікації військових кораблів залежно від його тактико-технічних елементів, призначення, бойової потужності, чисельності екіпажу та складності управління кораблем.
- Рангоут — загальна назва пристроїв для постановлення вітрил (їх підйому, розтягування та утримання в штатному /робочому/ положенні), виконання вантажних робіт, підйому сигналів тощо.
- Рандеву́ (від фр. rendez-vous — «зустріч, побачення») — обумовлене місце, призначене для зустрічі окремих кораблів або корабельних з'єднань.
- Ратс-камера (від нім. Ratskammer) — каюта для проведення нарад.
- Реванти, рей-банди, рей-банти — невеликі відрізки ліня, протягнуті через люверси для кріплення вітрила до леєра реї. Щоб він не вискочив з люверса, на реванті робили два вузли, діаметр яких був більше діаметра люверса.
- Регель — довга дерев'яна рейка.
  - Регель гальюна — кожна з вигнутих горизонтальних рейок, що утворюють боки гальюна.
  - Регель русленя — дерев'яна рейка, що прикриває вирізи на руслені в місцях проходження вант-путенсів.
  - Брест-регель — карниз під вікнами капітанської каюти.
- Ревун — електричний прилад для звукової сигналізації на суднах, підводних човнах, а також на маяках і буях.
- Редан — «сходинка» на днищі глісуючих катерів для зменшення змоченої поверхні за рахунок поперечного або поздовжнього відриву потоку від днища судна і, відповідно, зменшення опору.
- Резен-кіль — верхня частина кіля, розташована цілком всередині судна.
- Резен-лінія — уявна лінія, що з'днує місця кріплень флортимберсів з першими футоксами, паралельна ДП.
- Рейд — частина акваторії порту для якірної стоянки суден.
- Рейкове вітрило — див. Люгерне вітрило.
- Рейок — невелика поперечна балка, підвішена за середину до щогли, призначена для кріплення вітрил.
- Рей-талі — талі, які основувалися в допомогу марса-топенанту під час встановлення марса-ліселів. Також так називаються талі самоскочуваного марселя.
- Релінг — огорожа борту у вигляді стійок з тросами, а також носові і кормові огорожі на яхтах.
- Реп, реп-гардель, гардель-реп — застарілі назви гарделя[33].
- Репетирування сигналів (від англ. repeating — «повторення») — повторення сигналів слідом за кораблем, що підняв сигнал (або береговим постом); буває загальне (по ескадрі, з'єднанню) або проводиться спеціально призначеними кораблями (постами).
- Репітер (від англ. repeater — «повторювач») — індикатор для передачі показань великогабаритних приладів, розміщених у внутрішніх приміщеннях судна (гірокомпаса, лага), у різні його місця (містки, рубки тощо).
- Реринг (від ниж.-нім. röring), рулінг, руринг (від нід. roering) — обвивка шлагами якірного рима для захисту його від іржі і запобігання перетиранню канатів.
- Ретирадна гармата — гармата, що веде вогонь з кормових портів.
- Реце́с (від англ. recess — «виїмка, заглибина») — ніша в кормі для підвісного мотора.
- Рея — горизонтальне рангоутне дерево, підвішене за середину за допомогою боргів і бейфута до щогли або стеньги й призначене переважно для кріплення вітрил.
- Рибальський стаксель — чотирикутне косе вітрило, яке розміщується між щоглами вітрильного корабля з косим вітрильним озброєнням (шхуни або бригантини).
- Ри́бини — дерев'яні щити з рейок, які укладаються на дно шлюпки з метою запобігання псуванню обшивки ногами.
- Рибинси, рибини — дерев'яні рейки або металеві профілі, що встановлюються у трюмах і твіндеках по шпангоутах уздовж бортів і служать для запобігання пошкодженню вантажу і бортів.
- Ри́дерси (від англ. riders) — діагональні смуги, накладані поверх шпангоутів для додаткового зміцнення. У результаті корпус краще протистоїть вигинам під час сильного хвилювання.
- Рим — металеве кільце для закріплення тросів, блоків, стопорів, швартовних кінців тощо.
- Рим-реєльси — карнизи, що йшли під вікнами на бокових кормових галереях.
- Ринда — полуденне биття суднового дзвона (три трикратних удари). Іноді риндою не зовсім правильно звуть і сам судновий дзвін.
- Ринда-булінь — плетений трос, за допомогою якого приводять у дію било дзвона.
- Рискання — незначне ухилення від курсу то в один, то в другий бік.
- Рискливість — схильність судна до рискання.
- Риф — багатозначний термін:
  - Риф — окрема скеля або гряда, що становить навігаційну небезпеку.
  - Риф — частина вітрила, пристосована для зменшення його площі, без повного прибирання (див. Взяти рифи).
- Риф-бант — смуга парусини, нашивана на вітрило паралельно його нижній шкаторині, для збільшення міцності вітрила в тих місцях, де прикріплені риф-штерти або риф-сезні.
- Риф-гати — отвори в риф-банті, через які проходять риф-сезні.
- Рифити, рифувати — див. Взяти рифи.
- Риф-леєр — трос на прямому вітрилі, просилений у риф-гати паралельно верхній шкаторині, що служить для прив'язування вітрила риф-сезнями при взятті рифів.
- Риф-сезень — кінець, сплетений зі шкімушки. Один кінець його має вічко чи кноп, що утримує його в риф-гаті вітрила. Служить для зав'язування вітрила, коли береться риф.
- Риф-шкентель — кінець, яким стягуються до гіка задня і передня шкаторини косого вітрила, коли береться риф або воно підв'язується в зібраному вигляді.
- Риф-штерт — короткий трос, ув'язаний у риф-гат, що служить для взяття рифів на малих вітрильних суднах.
- Ричер — різновид клівера чи стакселя; повно скроєне, зшите з легкої тканини вітрило з високо піднятим шкотовим кутом і великим серпом по задній шкаторині.
- Розрізне вітрило — вітрило, що складається з двох окремих полотнищ. Розрізними можуть бути як прямі вітрила (марселі, брамселі), що розділяються на підняті на різних реях верхнє і нижнє, так і косі (рейкові), що поділяються фок і клівер, прикріплені до одного рейка; при цьому носова частина (клівер) становить приблизно 1/3 загальної площі вітрила.
- Розсмикнути снасть — повністю відпустити, ослабити снасть.
- Ромбованта — ванта, що проходить через краспицю і кріпиться обома кінцями до щогли, використовують на яхтах.
- Рослинний трос — трос, виготовлений з волокон рослин (конопель, абаки, агави, кокоса та ін.)
- Ростр — таран з металевим наконечником на носовій частині військового корабля часів Стародавнього Риму для завдання ударів кораблю противника.
- Ростри — ґратчастий настил на півбімсах, між рубкою і спеціальними стійками по борту судна.
- Ро́ульс — коток, відлитий з чавуну чи сталі, або виточений з міцного дерева, здатний вільно обертатися на осі. Роульс ставиться, наприклад, в кіпових планках або окремо для направлення троса, для підтримки стернових штанг тощо.
- Рубка — закрита споруда на палубі надводного борту або на палубі надбудови.
- Рудерпіс — вертикальна балка, що становить основу цільнозвареного пера стерна.
- Рудерпост — задня гілка двогілкового ахтерштевня, на яку навішується перо стерна.
- Руль — те ж саме, що й стерно, пристрій для утримування обраного курсу судна або зміни курсу.
- Рульовий — див. Кермовий, Стерновий.
- Руль-талі — талі, що закладаються за руль-шкентель.
- Руль-шкентелі — троси чи ланцюги для повертання стерна при пошкодженні стернового пристрою (румпеля чи головки балера). Кріпляться одним кінцем до верхньої частини пера стерна, другим — до борту[34].
- Румб — напрямок з центру видимого горизонту до точок його окружності, всього виділяють 32 румби.
- Румпель — горизонтальний важіль чи сектор для повертання балера стерна.
- Румпель-талі — талі, що служать для повертання румпеля, використовують як доповнення до колдерштока або штурвала.
- Рундук — ящик для зберігання прапорів, лотів, лагів, особистих речей тощо. Переносна матроська скринька для особистих речей називається рундучок.
- Руслені — майданчики вздовж зовнішніх бортів, призначені для кріплення вант.
- Ру́стер (нід. rooster — «ґрати») — ґратчаста кришка люка. При поганій погоді їх закривали водонепроникною парусиною.
- Рустов — ланцюжок, що утримує якір за п'яту, коли останній прибраний і лежить на якірній подушці.
- Русть-ліні — троси, що протягалися від гальюна до кат-балок для запобігання падінню людей за борт.
- Рухомий такелаж — снасті, призначені для піднімання чи спускання вітрил, прапорів, стріл, повертання рей, гіків, гафелів. Протиставляється нерухомому (стоячему) такелажу.
- Рю — латинська рея, цілісна чи складена балка з ялини або ялиці, яку підвішують похило до щогли.

## С
- Сажень морський, фатом — морська одиниця довжини, що дорівнює 1,8288 м.
- Салінг — конструкція для з'єднання стеньги з брам-стеньгою чи брам-стеньги з бом-брам-стеньгою. Складається з лонга-салінгів і краспиць.
- Самозатоплення — затоплення судна в результаті навмисних або ненавмисних дій екіпажу.
- Сапортус — книця, яка підтримувала крамбол.
- Сарваєр — чин 6-го класу в Табелі про ранги в російському флоті XVIII століття, в обов'язки якого входив нагляд над будуванням корабля.
- Сарвень, сарвінь (англ. serving) — термін, що має кілька значень:
  - Сарвень — стара парусина, призначена для загортання чак і приробок до дерев'яних штук;
  - Сарвень — мата на якірному прядив'яному канаті для захисту від його перетирання в клюзі.
- Свитень — кінець троса, заплетений косицею.
- Свістов — тонкий трос, що з'єднує зовнішні кінці вимбовок, вставлених в гнізда шпиля. Призначений для запобігання вискочуванню вимбовок у разі, якщо шпиль почне обертатися в зворотний бік, а також для того, щоб поставити більше людей на шпиль (частина матросів штовхає вимбовки, частина тягне за свістов).
- Свято Нептуна — традиційна жартівлива вистава на судні, яке перетинає екватор.
- Сегарси — кільця, які вільно пересуваються по щоглі чи гафелю і служать для кріплення шкаторин гафельного вітрила.
- Сезень — плетінка з вічком на одному кінці і косицею — на другому. Залежно від призначення або місця носить різні найменування; наприклад, риф-сезень.
- Сей-талі — талі, що складаються з одного двошківного й одного одношківного блока, стропи яких споряджені гаками.
- Сей-гордень, сей-шкентель — короткі рослинні або дротяні троси, що накладаються огоном на топ щогли. В огоні другого кінця знаходиться коуш, до якого кріплять блок гіней (сей-талів).
- Секстант — оптичний прилад для вимірювання висоти астрономічних об'єктів над горизонтом з метою визначення географічних координат.
- Семафор — спосіб зорової сигналізації:
  - Семафор ручний, семафор прапорцевий — спосіб зорової сигналізації, яка здійснюється прапорцями, зміною положення рук;
  - Семафор береговий (щогловий, механічний) — спеціальний сигнальний апарат, що складається зі стійки або щогли з крилами у верхній частині, які можуть за допомогою цілої системи механічних пристосувань встановлюватися згідно зі значеннями семафорної абетки.
- Се́рга — термін, що має кілька значень:
  - Серга — трос, який одним своїм кінцем кріпиться біля борту буксирувального судна (гвинтового), а іншим охоплює буксирний трос, підтримуючи його підвішеним і тим запобігаючи потраплянню його в гвинт;
  - Серга — див. Дуплінь.
- Сигналізація морська — спосіб комунікації на відстані між суднами, а також берегом та судном і навпаки, який полягає у передачі і прийомі сигнальних повідомлень за допомогою візуальних засобів, звуків, тощо, з метою забезпечення безпеки мореплавства.
- Сигнальна книга — книга, що містить перелік вживаних у морській практиці окремих слів і цілих виразів, з відповідними умовними їх зображеннями, у формі коротких поєднань букв і цифр, з метою спрощення і швидкості передачі певних розпоряджень, донесень та інших повідомлень. У ВМФ використовують трипрапоровий звід військово-морських сигналів, міжнародний звід сигналів та шлюпочна сигнальна книга.
- Сигнальні фігури — предметні сигнальні засоби, що застосовують для показу сигналів про швидкість ходу корабля, подачі аварійних і попереджувальних сигналів і сигналів, обумовлених всередині з'єднання кораблів.
- Сизальський трос, сизаль — трос, виготовлений із сизалю, отриманого з листя рослин роду агав.
- Сідлуватість — наявність по довжині судна певної кривини, при якій палуба має підйом від міделя до носа і корми.
- Скег — спрямований до корми виступ кіля чи нижня частина редуктора підвісного човнового мотора. Також так називають конструкцію по бортах днищевої частини судна на повітряній подушці, що становить одне ціле з його корпусом і служить для утримання повітряної подушки з боків.
- Склянки — півгодинний проміжок часу, що відзначається ударами дзвона. Отримав назву за півгодинним пісковим годинником.
- Скоба такелажна — елемент такелажу, підковоподібно зігнутий стрижень з отворами (вушками) на кінцях, через які пропущений болт з головкою.
- Скок-ванти — мотузяна драбина з дерев'яними щаблями, що йде з палуби до борту на ванти.
- Скричер — вітрило, що поєднує ознаки спінакера і ричера.
- Скула — місце найкрутішого вигину борту. Розрізняють носові, кормові і днищеві скули.
- Скуловий кіль, бічний кіль — довга поздовжня пластина, встановлена ззовні підводної частини борту і призначена для зменшення бортової хитавиці.
- Слаб-гордень — гордень, який використовували для підняття нижньої шкаторини, але на відміну від бик-горденів проходив із заднього боку вітрила.
- Слаблінь, заст. біслаглінь — довгий слабокручений лінь, призначений для притягування вітрил до рангоуту (бічної шкаторини триселя до щогли чи верхньої шкаторини шлюпкового вітрила до рейка).
- Слань — знімний днищевий настил.
- Слемінг (від англ. slamming — «хлопання») — удари днища носового кінця судна під час кільової хитавиці в русі на зустрічних хвилях.
- Сліп — багатозначний термін:
  - Сліп — споруда для спуску суден на воду (або підйому з води для ремонту) на візках по похилих рейкових коліях за допомогою лебідок і тросів;
  - Сліп — похилий майданчик у кормі промислового судна для витягання трала;
  - Сліп — ковзання гвинта в воді, тобто різниця між дійсною швидкістю судна і тією, яку воно мало б, якби гвинт обертався б не у воді, а угвинчувався в тверде тіло.
- Слухняне судно — судно, яке добре слухається стерна.
- Снасті — вирубані троси, які застосовують для підйому (прибирання) вітрил і управління ними, а також для такелажних та інших робіт.
- Сопляк — конструкція на носі барж з двох бортових кнехтів (стійок) і встановленої між ними горизонтальної колоди (т. зв. «огнива»), що служить для кріплення буксирних кінців, снастей і опорою для якірного ланцюга при його вибиранні.
- Сорлінь — трос чи ланцюг, що з'єднує перо стерна з корпусом судна. Утримує перо в разі, якщо воно зіскочить з шарнірів.
- Сорочка — середина закріпленого (тобто згорнутого і обнесеного сезнями) прямого вітрила.
- Спардек — верхня легка палуба, що тягнулася від форштевня до ахтерштевня, розташована вище головної палуби. У теперішній час спардеком часто називають середні надбудови на суднах.
- Спенкер — вітрило, інша назва гафельної бізані.
- Спінакер — тип косого вітрила, призначений для використовування на повних курсах, від галфвінду до фордевінду.
- Спіркетинг, спіркетенс (від англ. spirketing) — пояс внутрішньої обшивки між ватервейсом і нижніми лутками гарматних портів.
- Сплесень — з'єднання троса в місці розриву взаємним переплетінням ниток; місце, де зроблено зрощення обірваного троса.
- Справжній курс, істинний курс — курс з урахуванням девіації і магнітного схилення.
- Стабілізатор — площина ззовні підводної частини борту судна (рухома або нерухома) для зменшення бортової хитавиці.
- Стаксель — косе вітрило трикутної форми, зазвичай ставиться попереду щогли. Верхня шкаторина кріпиться до штага. Відрізняється від клівера тим, що нижня його шкаторина розташовується над палубою.
- Сталійний час — час стоянки, протягом якого перевізник надає судно для навантаження або вивантаження вантажу і тримає його під навантаженням або вивантаженням вантажу без додаткових до фрахту платежів.
- Сталка, сталька — див. Пасмо.
- Ста́ндерс (англ. standers — «стійки») — багатозначний термін:
  - Стандерс — порожниста висока лита стійка, в яку вставляється шлюпбалка чи трапбалка, якщо вони не проходять крізь палубу. Замінює черевик і обойму у шлюпбалки і застосовується в тих випадках, коли шлюпки зберігаються на рострах.
  - Стандерс — назва бруса на старовинних кораблях, що йшов по борту паралельно футоксам і був скріплений з ними; він служив для посилення набору в місцях вирізів для портів.
  - Стандерс — стійка, що укріпляє бітенг.
- Стандерс-індигед (від англ. standers in the head — «стійки в гальюні») — вигнута горизонтальна балка, що кріпилася спереду форштевня й утворювала верхню частину водоріза. Над стандерс-індигедом розташовувався бушприт.
- Становий якір — якір, призначений для утримання судна на місці, є основним якорем. На невеликих суднах (катерах) один становий якір, на великих — два. На старовинних кораблях правий становий якір називався плехтом, лівий — дагліксом.
- Стапель — нахилений до води й відповідно обладнаний майданчик елінга, на якому будують, ремонтують і з якого спускають на воду судна.
- Стапель-палуба, докова палуба — палуба плавучого доку, на яку набивається кільова доріжка для постановки судна в док.
- Старнсон, старн-книця, ахтер-книця — книця, що з'єднує ахтерштевень з кілем і переходить спереду в кільсон.
- Старн-пост — інша назва ахтерштевня (на суднах з двогілкововим ахтерштевнем — передня гілка ахтерштевня).
- Старн-тимберси — вертикальні бруси в кормі дерев'яного судна, що йдуть вище транців. Утворюють частину корми над підзором; у проміжках між старн-тимберсами розміщають вікна.
- Стеклінь (нід. steeklijn) — трос з трьох сталок по дві нитки кожна[35].
- Стем — зовнішній брус форштевня, у разі, якщо його конструкція передбачає два елементи. З'єднується з фальстемом.
- Стемсон — книця, що з'єднує форштевень з кілем і переходить ззаду в кільсон.
- Стем-піси (від англ. stem pieces — «стемові штуки, форштевневі штуки») — додаткові штуки дерева, що встановлювалися між нетгедсами, стемом і фальстемом. Застосовувалися у випадках, якщо діаметр бушприта набагато перевершував ширину стема, отже для проходу бушприта в нетгетсах потрібно було виконати занадто глибокі виїмки (наприклад, на фрегатах та ін. великих суднах).
- Стень- — слово, додаване до назв снастей, що належать до стеньги.
- Стень-бакштаги — бакштаги, що підтримують стеньги.
- Стень-ванти — ванти, що підтримують стеньги.
- Стень-винтреп — снасть для підйому і спуску стеньги. Проходить у шпорі стеньги через похилий прямокутний отвір зі шківом (шків-гат).
- Стень-штаги — штаги, що підтримують стеньги.
- Стеньга — вертикальне рангоутне дерево, що є продовженням щогли.
- Степс — багатозначний термін:
  - Степс, заст. шпюргат — гніздо, в яке вставляється щогла своїм шпором;
  - Степс — стакан для балера шпиля.
- Стерно — вертикальна пластина (перо стерна), що повертається на осі (балері) в кормовій підводній частині судна. Служить для повороту судна в ту чи іншу сторону.
- Стерновий — див. Кермовий.
- Стивідор — посадова особа, представник портової адміністрації на судні в період його перебування в порту, який є виконавцем вантажних робіт на судні.
- Стирка — маленька швабра, зроблена з каболок.
- Стоп-анкер — запасний чи допоміжний якір, зазвичай укладаний на юті.
- Стоплат — нашивка з лицьового боку (повернутого до корми) марселя, що служить для захисту парусини від перетирання об марс і салінг.
- Стопор — багатозначний термін:
  - Стопор — пристрій для затискання ходового кінця.
  - Стопор — вузол (кноп) на кінці снасті, призначений для запобігання її вислизанню з кіпа.
  - Стопор — короткий трос, призначений для утримування якірних канатів, піднятих вантажів, вант та іншого такелажу в разі пошкоджень тощо.
    - Якірний стопор (пертулінь) — утримує якір за скобу в прибраному положенні.
    - Палубний стопор — приймає тягу якірного каната на якірний бітенг.
    - Бітенг-стопор — з'єднує бітенг з покладеним на нього кабелем.
    - Вант-стопор — утримував разом пошкоджені ванти.
- Стоячий такелаж, нерухомий такелаж — такелаж, який служить для підтримки й укріплення рангоута.
- Стренга, стренда, стрендь — кожна з мотузок, з яких звивається трос.
- Стрингер — поздовжній зв'язок набору корпусу судна, що йде по всій його довжині.
- Стріла вантажна — див. Вантажна стріла.
- Строп — тросове кільце, шматок дротяного або прядив'яного троса, корінний і ходовий кінці якого сплеснені або зв'язані разом. Використовують для обв'язування блоків (остроплення), підйому вантажів.
- Стропка — невеликий тонкий трос, що має на одному з кінців огон, на другому клевант, служить для підвішування снастей.
- Суднова роль — список екіпажу і пасажирів судна з їхніми паспортними даними, найменуваннями посад, фіксацією часу і порту прибуття\відбуття.
- Судновий журнал — один з основних суднових документів, де відзначаються всі події, що сталися під час плавання з іншою дотичною інформацією.
- Суднояма — гідротехнічна споруда у вигляді котлована, розташованого біля берега водойми і відокремленого від води земляною перемичкою.
- Суперкарго — особа, яка курує на судні прийомом і видачею вантажів, а також спостерігає за станом трюмів; зазвичай другий помічник капітана.
- Схватка — тимчасове прикріплення ходового кінця троса до корінного за допомогою бензеля.
- Сходня — містки для підіймання з берега на судно і сходу з нього.
- Сюрвеєр — особа, яка здійснює кваліфікований огляд та оцінку застрахованих морських суден чи тих, що підлягають страхуванню, дає офіційний висновок щодо стану вантажу, мореплавних якостей судна, обсягу і розміру пошкоджень та збитків при аваріях тощо.

## Т
- Таба́нити — гребти веслами проти звичайного ходу, щоб шлюпка рухалася кормою вперед.
- Таймшит — документ для здійснення обліку часу стоянки судна в порту та розрахунку часу, витраченого на завантаження чи вивантаження.
- Тайфон — див. Тифон.
- Такелаж — загальне найменування всіх снастей, що становлять взагалі озброєння судна чи озброєння рангоутного дерева.
- Такелажний інструмент — інструменти для такелажних робіт (до найбільш використовуваних належать швайка, драйок, мушкель, півмушкель, лопатка і машинка для зламу).
- Такелажні роботи — роботи, пов'язані з виготовленням, ремонтом, випробуванням і установленням такелажу на споруджуваних і ремонтованих суднах, а також оснащенням їх шкіперським постачанням.
- Такель-блок — блок з двома шківами на різних осях.
- Талі — вантажопіднімний пристрій, що складається з двох блоків (рухомого і нерухомого), з'єднаних між собою тросом, один кінець якого укріплений нерухомо біля одного з блоків.
- Талреп — пристрій для натягання нерухомого такелажу, штуртроса, леєрів та ін.
- Тальман — посадова особа, що відповідає за облік вантажу під час операцій навантаження його на судно або при вивантаженні з нього.
- Тальманська розписка — документ, що супроводжує навантаження/розвантаження вантажу в порту.
- Тандем — взаємне розташування плавзасобів у кільватері один до одного, що застосовується для спільного мореплавства в складній льодовій обстановці.
- Танджа — вид чотирикутного косого вітрила на двох рейках, що широко використовують малайці та інші австронезійські народи Малайського архіпелагу.
- Таран — підводне подовження носової частини корабля у вигляді зміцненого виступу, призначене для завдання ударів по кораблях противника; а також сам такий удар.
- Твіндек — простір у корпусі між двома палубами чи між палубою і платформою.
- Теоретичний кресленик — кресленик, який визначає геометричну форму (обриси) судна і координати розташування складових частин.
- Теорія корабля — наука про рівновагу і рух судна та про його морехідні якості: плавучість, остійність і непотоплюваність, ходовість, керованість та помірність хитавиці.
- Тимберс — кожна з обох гілок шпангоута.
- Тимберс-індигеди (від англ. timbers in the head), гед-тимберси — шпангоути гальюна.
- Тимберування (від англ. timbering — «опорядження деревом») — капітальний ремонт дерев'яного судна; часткова або повна заміна обшивки або накладення поверх неї нового шару дощок.
- Тир — суміш зі смоли і сала[36].
- Тирувати — смолити, покривати тиром.
- Тифон, тайфон — пристрій для подачі звукових сигналів на суднах і маяках.
- Тільник, матроска — матроська спідня сорочка з білими й синіми смугами.
- Той — другий запасний якір (поряд з бухтом і швартом), висів з правого борту[37] за плехтом.
- Толбой — вузьке додаткове крилоподібне вітрило на бермудському шлюпі, забезпечене латами і сталевим ліктросом по передній шкаторині.
- Томбуй — якірний буй, що кріпиться до верхнього кінця буйрепа і вказує на місцезнаходження кинутого якоря.
- Тонна реєстрова — одиниця об'єму (2,83 м³), у якій обчислюються брутто-реєстровий тоннаж і нетто-реєстровий тоннаж;
- Тонна фрахтова — одиниця вимірювання розміру фрахту.
- Тоннаж — міра вантажомісткості (вантажопідйомності) судна; у військових кораблів — водотоннажність судна, виражена в тоннах, у торгових суден — об'єм всіх внутрішніх (брутто-тоннаж) і вантажних (нетто-тоннаж) просторів судна.
- Топ — верхній кінець вертикального рангоутного дерева (щогли, стеньги, флагштока).
- Топ-ванти — найвища пара вант на яхтах.
- Топенант — снасть рухомого такелажу, прикріплена до нока реї, що служить для установки реї під тим чи іншим кутом до горизонтальної площини. Топенантом також називається снасть, що підтримує нок вантажної стріли, гіка, гафеля.
- То́пити рею (англ. to top a yard) — нахиляти рею за допомогою топенантів, вибираючи один з них і витравлюючи другий.
- Топка — багатозначний термін:
  - Топка — частина парового чи масляного котла;
  - Топка (від нід. top — «вершина») — конічна чашечка з агатовим або сапфіровим кристалом у центрі, яка закріплюється в середині картушки і якою остання спирається на шпильку.
- Топове вітрильне озброєння — різновид бермудського озброєння з розташуванням стакселя на одному рівні з гротом.
- Топовий вогонь — навігаційний вогонь білого кольору, засвічуваний на топі щогли. У суден завдовжки понад 50 м підіймають два топові вогні, причому вогонь грот-щогли розташовується вище, ніж вогонь фок-щогли.
- Топ-реп — багатозначний термін:
  - Топ-реп — коротка товста снасть для підіймання гармат за допомогою грота-реї.
  - Топ-реп — коротка снасть з обшитим шкірою металевим кільцем для проведення лопаря. Застосовувалася для відтягання лопарів грота, щоб вони не чіплялися за шлюпбалки.
- Топрик — трос чи ланцюжок, що з'єднує верхні частини шлюпбалок. Також так називають допоміжну снасть, яку заводять для допомоги топенанту вантажної стріли.
- Топсель — косе трикутне або трапецієподібне додаткове вітрило, що піднімається в слабкий вітер над гафельним або рейковим вітрилом між стеньгою і гафелем.
- Топтимберси — верхня частина шпангоута (верхівки тимберсів).
- Траверз — напрямок, перпендикулярний до курсу судна.
- Травити[38], попускати — поступово відпускати, послабляти снасті.
- Традиційний спосіб обмірювання — метод наближеного розрахунку (оцінки) тоннажу або вантажності судна за основними розмірами, який використовували в Англії приблизно з 1720 по 1849 рік.
- Транець — кожний з горизонтальних брусів, що утворюють нижню частину прямої корми; на шлюпках — дошка, що утворює корму, до якої кріпиться зовнішня обшивка.
- Транцева корма — тип утворень корми судна, при якому вона має плоский зріз в підводній частині, прямі обриси в плані і вертикальній площині.
- Трап — сходи чи драбина на кораблі.
- Трап-балка — балка, що має вигляд невисокої поворотної шлюпбалки, споряджена талями. Служить для підтримування нижнього майданчика забортного трапа.
- Тренд — місце стику нижніх кінців рогів і нижньої частини веретена якоря.
- Тренцювання — особливий вид такелажної роботи, який виконується таким чином: туго розтягнутий та змащений смолою трос обвивають по спуску шкімушгаром, лінем або тонким тросом, що має назву «трен», щоб заповнити ними заглибини (борозни) між сталками тренцюваного троса. Після цього трень проганяють по спуску драйком, щоб вона лягла врівень і заповнила проміжки між сталками. Це роблять для того, щоб запобігти скупченню води в заглибинах.
- Трепало — дошка 2 м завдовжки з одною загостреною крайкою. Використовують разом з бердою при виготовленні тканих мат.
- Третинна стропка — тросова обв'язка з петлею на рейку. Служить для підвішування рейка до ракс-бугеля.
- Трисель, трайсель — багатозначний термін:
  - Трисель — штормове вітрило на яхтах, що не має гіка і площею близько 20 % нормальної вітрильності човна.
  - Трисель — гафельне вітрило, тобто вітрило що верхньою шкаториною шнурується до гафеля, а нижньою розтягується по гіку.
- Трисель-щогла — додаткова тонка щогла, прикріплена паралельно основній ззаду і призначена для розміщення сегарсів. Використовують у випадках, коли товщина основної щогли не дозволяє розміщати сегарси прямо на ній.
- Триси — браси блінда-реї.
- Троси — загальне найменування канатно-мотузкових виробів.
- Трюм — внутрішнє приміщення судна, що лежить нижче найнижчої палуби.
- Трюм- — слово, додаване до назв рангоуту й снастей, що належать до трюмселя.
- Трюмна помпа, трюмний насос — насос для відкачування лляльних вод.
- Трюмсель — летуче вітрило, що встановлюється вище бом-брамселя при слабких вітрах.
- Трюм-стеньга — частина бом-брам-стеньги, розташована вище бом-брам-реї.
- Турачка — допоміжний бічний барабан на лебідці або брашпилі, призначений для робіт з канатами.

## У
- Увалисто, відвалисто — під більшим кутом до лінії вітру, ніж дозволяють якості судна.
- Увалюватися під вітер, відвалюватися під вітер — збільшувати кут між напрямком вітру й діаметральною площиною. Протилежна дія — приводитися до вітру.
- Ундер-зейлі (від нід. under zeil) — застаріла назва нижніх вітрил (фока, грота, бізані).
- Ундер-ліселі — ліселі нижніх вітрил.
- Унтер-лейтенант, ундер-лейтенант — військове звання на Російському імператорському флоті до 1732 р. і Фольксмаріне НДР (Unterleutnant zur See).
- Уошстрек, вошстрек (англ. wash-strake) — найвищий брус корпусу шлюпки, в якому вирізаються кочети для вставлення весел.
- Утлегар — рангоутне дерево, що є продовженням бушприта.
- Утлегар-бакштаги — снасті стоячого такелажу, що йдуть від бортів судна до нока утлегаря й утримують останній з боків. Можуть розноситися вбоки вусами бушприта (блінда-гафелями).
- Утлегар-штаг, мартин-штаг — снасть стоячого такелажу, що йде від форштевня через нок мартин-гіка до нока утлегаря й утримує останній знизу.

## Ф
- Фал — снасть, що служить для піднімання деяких рей, вітрил, сигнальних прапорів тощо. У кожному разі до цього слова додається термін, що відповідає предмету, підніманому фалом, наприклад марса-фал — фал, що піднімає марса-рею; клівер-фал — снасть, що піднімає верхній кут клівера; флаг-фал — снасть, на якій піднімаються прапори тощо.
- Фал-кнехт — встановлений на палубі позаду щогли і з'єднаний з бімсом чотирикутний стовп зі шків-гатами, що замінює нижній гардель-блок фал-талів.
- Фа́лінь (від нід. vanglijn — «ловильний лінь»)[39] — трос, закріплений за носовий чи кормовий рим шлюпки. Служить для прив'язування шлюпки до пристані, судна тощо.
- Фалрепи — троси, що замінюють поручні у вхідних трапів судна.
- Фалстарнпост — брус, приєднаний зсередини корпусу до ахтерштевня (старн-посту), для його зміцнення.
- Фальстем — внутрішній брус форштевня, у разі, якщо його конструкція передбачає два елементи. З'єднується зі стемом.
- Фальшборт — огорожа по краях зовнішньої палуби судна, корабля або іншого плавучого засобу, що являє собою суцільну стінку зі спеціальними вирізами для стоку води, швартування та іншого.
- Фальшивий — прикметник, що вживається для позначення тимчасових елементів суднового оснащення, виготовлених замість утрачених або пошкоджених (фальшиве стерно, фальшива щогла тощо).
- Фальшкіль — додатковий кіль, прикріплений до головного кіля для захисту останнього під час посадки судна на мілину, на каміння, а також щоб надати судну більшої стійкості[40].
- Фарватер — безпечний для плавання кораблів (суден) шлях серед перешкод; позначається засобами навігаційного огородження (буями, віхами, створними знаками).
- Фатом, морський сажень — морська одиниця довжини, що дорівнює 1,8288 м.
- Фашенпіс (від англ. fashion piece — «фасонна штука») — крайній кормовий поворотний шпангоут.
- Фендерси (від англ. fenders) — вертикальні дерев'яні ребра зі зовнішнього боку бортів.
- Фі́дер (англ. feeder — «живильник») — багатозначний термін:  
  - Фідер — тимчасова дерев'яна шахта, що влаштовується між люками нижньої і верхньої палуб твіндекових суден, об'ємом від 2 до 6 % місткості вантажного трюму судна. На насипних зерновозах фідери завантажуються зерном і служать для автоматичного заповнення пустот, утворюваних внаслідок осідання зерна, чим запобігають пересуванню останнього в трюмах з борту на борт (що може бути небезпечним для остійності судна);
  - Фідер (англ. feeder) — це невелике вантажне судно, яке використовується для перевезення контейнерів або інших вантажів між великими портами (основними хабами) і меншими портами в регіоні;
  - Фідер — спеціальна невелика шахта, що влаштовується в кутах трюмів зерновозів і забезпечує можливість повного завантаження трюмів зерном, автоматичного заповнення зазначених вище пустот;
  - Фідер — кабель, по якому передають енергію від електричної станції до найважливіших точок мережі (живильних пунктів).
- Філін-тимберс (від англ. filling-timbers — «заповнювальні бруси») — коротка штука дерева для заповнення проміжків між вертикальними деталями.
- Філін-транці (від англ. filling transoms) — горизонтальні бруси, що заповнюють простір між вінтранцем і кормовою чакою.
- Фіорд — вузька і витягнута в довжину, глибока, часто розгалужена морська затока з крутими і високими берегами.
- Фіш, заст. пентер — снасть для підйому якоря на рустов, що встановлюється на фіш-балці і складається з пентер-гака, фіш-шкентеля і фіш-талів.
- Фіш-балка, заст. пентер-балка — кран-балка на носі корабля для підтягання рогів якоря при підйомі його на рустов (тобто у горизонтальне положення).
- Фішерси (від англ. fishers) — приробки на ноках рей або прибиті до палуби бруси для укріплення щогл.
- Фіші — складові частини щогли, які накладалися для надання щоглі округлої форми навколо декількох головних дерев (шпинделів).
- Флаг-капітан — начальник штабу флагмана[41].
- Флаг-офіцер — ад'ютант штабу флагмана[42].
- Флаг-штурман — штурман флагманського корабля[43].
- Флагман — командувач флотом, або командир об'єднання кораблів (ескадри).
- Флагманський вогонь — навігаційний вогонь білого кольору, що підіймається на топі грот-щогли (нижче топового вогню) флагманського корабля з'єднання, як на ходу, так і на якорі.
- Флагманський корабель, скорочено флагман — корабель, на якому перебуває флагман.
- Флаг-стропи — поворозки в прапора для його кріплення до фала чи до флагштока.
- Флаг-фал — фал для піднімання прапора.
- Флагшток — вертикальна стійка (шток, стрижень, держак), на якій піднімається будь-який прапор.
- Фланелівка, фланелева сорочка[44], голландка синя — формена матроська сорочка з фланелі темно-синього кольору з гострим вирізом на грудях.
- Фліндерсбар — брусок м'якого заліза, що встановлюється вертикально попереду або позаду нактоуза для знищення півкругової магнітної девіації.
- Флор — поперечні сталеві днищеві балки чи листи в наборі, а також поперечні сталеві балки або листи в танках в наборі корпусу судна, продовженням яких від скулової частини до верхньої палуби є шпангоути.
- Флорти́мберс — нижня частина шпангоута, що з'єднується з кілем.
- Флот — сукупність суден будь-яких видів, найбільша одиниця вимірювання кількості суден.
- Флотилія — оперативне об'єднання військових кораблів, яке можуть бути частиною більшого військово-морського флоту.
- Флюгарка — багатозначний термін:
  - Флюгарка — прапорець особливого малюнка і забарвлення, присвоєний всім шлюпкам цього корабля. Пришивається до задньої шкаторини вітрила під військово-морським прапором, окрім того, її зображення нафарбовується на носі по бортах і на транці ззовні;
  - Флюгарка — рухома частина флюгера, встановлюється на щоглі.
- Фок — багатозначний термін:
  - Фок, фок-щогла — передня щогла на судні.
  - Фок — найнижче пряме вітрило на фок-щоглі. Кріпиться до фока-реї.
  - Фок-, фока- — слово, додаване до назв вітрил, снастей і рангоуту, розташованих нижче марса фок-щогли (фока-рей, фока-салінг).
- Фор- — слово, додаване до назв вітрил, снастей і рангоуту, розташованих вище марса фок-щогли.
- Фордевінд — багатозначний термін:
  - Фордевінд — курс судна відносно вітру: вітер дме прямо в корму (попутний вітер).
  - Фордевінд — поворот судна (поворот фордевінд, через фордевінд), коли лінія вітру перетинається кормою.
- Фордек — передня відкрита частина верхньої палуби. Часто в цьому значенні вживається слово «бак».
- Фордуни — снасті стоячого такелажу, що кріплять стеньгу або брам-стеньгу іззаду і з бортів.
- Фордупельт — додаткова обшивка бортів судна біля вантажної ватерлінії, від носа до корми, що призначалася для зменшення валкості судна.
- Форзель (від нід. voor-zeil — «переднє вітрило») — передовик, передовий корабель флоту, ескадри.
- Форкастель, фор-кастель, форплехт — висока надбудова на носі в старовинних суден. Йшла від бікгеда (носової перебірки) за фок-щоглу, у деяких кораблів (карак, когів) форкастель доходив до форштевня.
- Форлюк, фор-люк — люк перед фок-щоглою.
- Форменка, голландка біла — матроська формена верхня сорочка білого кольору з великим особливої форми коміром.
- Формуляр — хронологічний опис судна і його господарства[45].
- Форпік — носовий відсік судна. Зазвичай використовують для прийняття баласту.
- Форшпігель — носовий транець.
- Форштаг — штаг, що йде з носа.
- Форштевень — дерев'яна чи сталева балка в наборі корпусу судна, що є носовим продовженням кіля й основою кріплення носової обшивки.
- Фрахт — обумовлена договором або законом плата за перевезення вантажу або за надання судна в користування за договором тайм-чартера або бербоут-чартеру.
- Фронт-фіша — фіша, яка служила для захисту щогли від тертя при підйомі і опусканні рей і вітрил.
- Фут-реєльси — карнизи на бічній галереї під вікнами, розташовані на рівні палубного настилу.
- Футокси — середня частина шпангоутів, окремі колоди, що складають шпангоути.

## Х
- Хват-талі — талі, служать для підйому дрібних важких предметів, для підтягування снастей, прибирання трапів і тому подібного. Кріпляться між двошківними й одношківними блоками.
- Херброкет (англ. head brocket — «гальюнний кутик»), трейльборд (trailboard) — площина в носовій частині судна, розташована між носовою фігурою і клюзом, і обмежена зверху і знизу двома чиксами. Часто буває пишно вбрана, містить назву корабля.
- Хитавиця — коливання корабля на хвилюванні (якщо судно гойдається з боку на бік, то кажуть, що воно має бічну (бортову) хитавицю; коливання судна вздовж кіля називається кільовою хитавицею)
- Ходовість, хідкість — якість судна мати і зберігати задану швидкість ходу за даних умов при мінімальній витраті потужності механізмів (рушіїв), встановлених на ньому.
- Ходовий кінець — умовна назва того кінця троса, до якого докладена тяга; а також — кінця троса, який безпосередньо використовують (переміщують) при зав'язуванні вузла.
- Ходові вогні — навігаційні вогні, засвічувані під час ходу судна (бортові, гакабортний, топові).
- Храпці — складаний гак, утворений двома гаками з поверненими обухами, рухомо з'єднаними між собою так, що їх спинки повернуті в протилежні сторони.
- Хрест — перекручення двох відданих якірних ланцюгів судна, коли випущений з правого клюза опиняється по лівому борту, а випущений з лівого — по правому, що трапляється при розвороті судна на якорі на 180° під впливом вітру або течії (перекручення на 360° називається крижем).
- Хронометр — годинник з точним ходом, який використовується для визначення географічної довготи.

## Ц
- Цейхвахтер — офіцер морської артилерії, що мав у своєму віданні гармати, лафети і снаряди.
- Цейхмейстер — генеральська посада, до 1830 року керувала частинами морської артилерії.
- Центр величини, центр водотоннажності — точка приведення сил плавучості, що діють на судно.
- Центр вітрильності — загальний центр площі всіх вітрил, точка докладення рівнодійної сил вітру на вітрило або взагалі на поверхню.
- Центральний пост —  це приміщення, призначене для централізованого контролю та управління основними системами судна. Це ключовий елемент суднової інфраструктури, що забезпечує ефективність, безпеку та координацію роботи екіпажу. Центральний пост зазвичай розташовується в машинному відділенні або поблизу нього. У більшості сучасних суден він відокремлений у спеціально обладнаному приміщенні з безпечними умовами для роботи.
- Циркуляція судна — траєкторія центру ваги судна (корабля) під час перекладання стерна на деякий кут і утриманні його в цьому положенні.
- Цистерна — будь-яка ємність, що утворена конструкціями корпусу й призначена для розміщення пального, мастила або рідкого вантажу.
- Цитадель — броньована коробка на панцерниках, що захищала найважливіші частини корабля.

## Ч
- Чак (від англ. chuck — «цурка») — багатозначний термін:
  - Чак — короткий брус на салінгу, паралельний краспицям, що служить розпіркою між лонга-салінгами.
  - Чак — секторний клин під бугелем між фішами на складених щоглах американського типу.
  - Чак — коротка дошка палубного настилу в проміжках між поздовжніми і поперечними дошками.
  - Чак — коротка дошка, яку використовують для обшиття шпацій всередині судна.
- Чака (від англ. chuck) — розпірка між банками біля бортів на шлюпках.
- Чаклун[en], чаклунчик — флюгарка з пір'я або смуги тканини, призначена для приблизного визначення напрямку вітру.
- Чартер — договір про перевезення вантажів.
- Черговий вогонь — навігаційний вогонь синього кольору із сектором освітлення 360°, який підіймається на ноку реї чергового корабля.
- Черговий корабель — військовий корабель в складі з'єднання чи на рейді, призначаний флагманом подобово, головним призначенням якого є готовність до екстрених доручень.
- Чик-блоки — планки зі шківами, розташовані обабіч топів фор- і грота-стеньг під брам-езельгофтами.
- Чикси (від англ. cheeks — «щоки») — багатозначний термін:
  - Чикси — приробки у вигляді товстих дощок, прибитих до щогли з боків, нижче топа. Служать для підтримки лонга-салінгів, на деяких сучасних спортивних вітрильниках — для утримання огонів вант, штагів, блоків;
  - Чикси — вигнуті догори бруси обабіч княвдигеда під гальюном. На верхні чикси спиралися тимберс-індигеди (гальюнні шпангоути).
- Чикстей — пристрій (талі) для регулювання натягу штагів (фордунів) при зведенні їх в одну снасть біля палуби.
- Чистий тоннаж — див. Нетто-тоннаж
- Чіп — конічний дерев'яний корок для забивання дрібних пробоїн.
- Чотки — те ж саме, що й ракс-клоти.

## Ш
- Ша́ровий колір — сіро-димчастий[46], сіро-блакитний колір, у який фарбують корпуси і надбудови бойових кораблів.
- Швабра — мітла зі старого троса, якою протирають палубу.
- Швайка — дерев'яний або металевий конічний стержень (іноді вигнутий) з плоскою головкою. Служить для пробивання сталок троса та інших такелажних робіт.
- Шварт — третій запасний якір[47] (поряд з бухтом і тоєм), зберігався в трюмі.
- Швартов, швартовий кінець — рослинний, синтетичний або сталевий трос (іноді ланцюг), за допомогою якого судно закріплюється біля причалу (або стапеля).
- Швартування — підхід і закріплення судна за допомогою канатів (тросів) до причалу, пірсу, бочки, стінки або набережної чи до іншого судна.
- Шверт — висувний кіль у вигляді плавника, що перешкоджає знесенню судна під вітер.
- Шверці — малі шверти збоку корпусу.
- Швидкість корабля — одна з найважливіших тактико-технічних характеристик корабля (судна), чисельно рівна відстані, що її проходить корабель в одиницю часу (вимірюється у вузлах).
- Швіц-сарвень-строп, швіц-сарвені — кожний зі стропів, за допомогою яких стягуються нижні ванти під марсом, коли путенс-ванти кріпляться до нижніх вант. Для влаштування швіц-сарвенів верхні кінці вантових тросів з'єднуються поперечними тросами, які надалі зв'язуються шлагами в 3-4 зв'язки.
- Шельф — багатозначний термін:
  - Шельф — материкова обмілина;
  - Шельф — інша назва привального бруса на дерев'яному судні;
  - Шельф — горизонтальний лист поперечної перебірки на рівні нижньої палуби;
  - Шельф — бортова опора для поясної броні.
- Шильдик — номерок на дверях з назвою приміщення на судні.
- Ширстрек — верхній пояс зовнішньої обшивки корпусу судна, що межує з головною палубою.
- Шифтингбордс — суцільний ряд дощок, що проходять по всій довжині судна від носа до корми.
- Шкала, шкало — жолобоподібна планка, що прикріплюється найтовом до рейка для підвищення його міцності, а також планка, яку використовують для з'єднання зламаних рангоутних дерев.
- Шканцева сітка — сітка, що натягалася над палубою для захисту команди від уламків, які падали під час бою з рангоуту і марсів.
- Шканці — поміст чи палуба парусного судна на один рівень вище шкафута, в корму від нього, де перебували вахтові офіцери і встановлювалися компаси. Пізніше шканцями називали частину верхньої палуби військового корабля між грот- і бізань-щоглами.
- Шканцклейдери, шканцклетні (від нід. schans kleeder — «одяг шканців») — червоне сукно з білою облямівкою, що розвішувалося по борту судна на бортоу-леєрі для прикрашання, зокрема, ними прикривалися койкові сітки.
- Шкаторина — крайка вітрила, обшита ліктросом.
- Шкаторлінь — застаріла назва кінця шкота при вітрилі.
- Шкафут — частина верхньої палуби від фок-щогли до грот-щогли. У вітрильному флоті так називали широкі дошки, укладені горизонтально уздовж бортів дерев'яних вітрильних кораблів для проходу з бака на квартердек або шканці.
- Шке́нтель (від нід. schentel) — багатозначний термін:
  - Шкентель — короткий трос з коушем або блоком, одним кінцем прикріплений до рухомого предмета (наприклад, рангоутного дерева); складова снасті рухомого такелажу. Залежно від свого призначення називається: брас-шкентель, гітов-шкентель, грот-сей-талів-шкентель, нок-талів-шкентель, порт-шкентель, риф-талів-шкентель, руль-шкентель, фор-сей-талів-шкентель;
  - Шкентель вантажний — трос, який використовують для підйому вантажів на вантажній стрілі;
  - Шкентель з мусингами, шкентель рятувальний — трос з мусингами, призначений для спуску в шлюпки.
- Шкентроси — короткі мотузки, які одним зі своїх кінців кріпляться за люверси біля малих основ підвісної койки, а другим з'єднуються біля кілець, що мають штерти.
- Шкерт — див. Штерт.
- Шків — бакаутове або мідне колесо, насаджене на вісь і споряджене кіпом для троса. Встановлюється в блоки, клотики, шків-гати.
- Шків-гат — вирізка в борті судна, в ноку реї, шпорі стеньги тощо, у якій поміщається шків.
- Шкімушгар — односталковий лінь, звитий з борідкового прядива. Зазвичай звивається з двох або трьох каболок і скручується в клубок. За допомогою його виконують клетнювання тросів.
- Шкімушка — звитий вручну шкімушгар, що складається з 2-3 каболок[48], і зазвичай ретельно просмолений.
- Шкіпер — багатозначний термін:
  - Шкіпер — капітан торгового чи несамохідного судна.
  - Шкіпер — посадова особа на військовому кораблі, що відповідає за корабельне майно; на великих морських торгових суднах — особа, відповідальна за палубне майно.
- Шкіперський запас, шкіперське майно — постійні і витратні предмети, які окремо надходять на судно і підлягають обліку або частково зберіганню на військовому кораблі шкіпером; у число предметів шкіперського запасу входять: якорі, ланцюги, троси, брезенти, меблі, посуд, прапори, блоки, предмети постачання рятувальних і робочих шлюпок, різний інструмент тощо.
- Шкот — снасть, закріплена за нижній кут прямого або нижній задній кут косого вітрила (шкотовий кут) і проведена в напрямку до корми судна.
- Шкун-вахт — блок без шківа з великим отвором, через який проводився марса-фал для запобігання закручуванню останнього.
- Шлаг (від нім. Schlag) — петля троса, що утворюється при обведенні його навколо якогось предмета (того самого чи іншого троса, рангоутного дерева тощо).
- Шлагтов — брус, що входить в отвір у шпорі стеньги чи брам-стеньги й виконує роль чеки для утримання цих рангоутних дерев у належному положенні[49].
- Шлюпбакштаг — короткий сталевий трос, що кріпиться на головці шлюпбалки поворотного типу і закінчується талями або тросовим талрепом, який служить для повертання шлюпбалки при вивалюванні шлюпки.
- Шлюпбалки — сталеві або дерев'яні прямі чи зігнуті балки з талями, укріпленими біля бортів судна; служать для спуску шлюпок на воду і їх підйому.
- Шлюпка — загальна назва малого безпалубного морехідного судна для транспортування людей і вантажів, а також для рятування особового складу на воді.
- Шлюпкова сигнальна книга — сигнальна книга, що містить сигнали, призначені для переговорів військових кораблів зі своїми шлюпками, а також шлюпок між собою.
- Шлях судна — горизонтальний кут між північною частиною географічного меридіана і лінією, по якій переміщається центр маси судна відносно дна моря (лінія шляху судна), виміряний за годинниковою стрілкою. Швидкість руху судна по лінії шляху є абсолютною швидкістю судна.
- Шляховий кут — кут, укладений між північним напрямком меридіана в місці вимірювання і напрямом лінії шляху, відраховується за годинниковою стрілкою від напряму на географічну північ.
- Шноркель, шнорхель — висувний пристрій підводного човна для забору повітря при перископному положенні, необхідного для роботи двигуна внутрішнього згоряння під водою, а також для поповнення запасів повітря високого тиску та вентиляції відсіків від вихлопних газів дизелів.
- Шпангоут — елемент набору корпусу судна, ребро суднового остова.
- Шпанс-топенант — топенант блінда-реї.
- Шпація — відстань між шпангоутами.
- Шпиль, кабестан — вертикальний коловорот на судні.
- Шпиль-гат — гніздо для вимбовки в шпилі.
- Шпиндель — осьова частина складеної щогли.
- Шпігат — отвір у борті для стікання води з палуби.
- Шпігель-транець — транець, що розташовувався над вінтранцем. Утворював верхні лутки кормових портів.
- Шпіро́н (від італ. sperone) — місток з тараном на носі галери.
- Шпор — нижній кінець вертикального рангоутного дерева, а також бушприта.
- Шпрайцгафель — постійно закріплений на щоглі гафель з двох симетричних вигнутих елементів, призначений для встановлення шпрайцгафельного вітрила.
- Шпрайцгафельне вітрило — косе вітрило у вигляді перевернутого трикутника (рідше трапеції), піднімане на шпрайцгафелі.
- Шпринг — трос, заведений у скобу станового якоря чи взятий за якірний ланцюг, призначений для утримання судна в заданому напрямку, також один зі швартовів.
- Шпринт, шпринтов — похилий рейок для розтягання по діагоналі шпринтового вітрила.
- Шпринтове вітрило — чотирикутне вітрило, задній верхній кут якого розтягається шпринтом.
- Шпрюйт, шпрюйтоу, спрюйтови (нід. spruit touw — «трос-відросток») — всяка снасть, кінці якої сплеснені або з'єднані іншим способом з чим-небудь зі слабиною. Служить для того, щоб розкласти натяг при тязі на дві точки, наприклад, служить для відведення на вітер навітряної шкаторини прямого вітрила на гострих курсах, кріплячись до кренгельсів буліня шкаторини. Шпрюйти, які використовують на булінях, називають булінь-шпрюйтами.
- Шпунт — спеціальна виїмка в нижній грані форштевня, у яку входить плоский кіль. На броньованих кораблях шпунтом також називалася виїмка в литому форштевні для притикання броні.
- Шпунтовий пояс — найнижчий пояс суднової обшивки, він прилягає до кіля. Внаслідок високих навантажень на цій ділянці його роблять найтовстішим і найміцнішим з усіх поясів.
- Штаг — снасть стоячого такелажу, що підтримує в діаметральній площині вертикальні рангоутні дерева.
- Штаговий вогонь — навігаційний вогонь білого кольору, підніманий на носі (на носовому штагу) великих суден і кораблів під час якірної стоянки.
- Штаг-вейс — застаріла назва положення якірного ланцюга, паралельного фока-штагу.
- Штаг-карнак (штаг-карнат) — трос, протягнутий між щоглами. На великих вітрильних суднах на нього заводяться гордені, за допомогою яких проводиться подача вантажів у трюм і їх вивантаження.
- Штаг-краг — петля, строп на верхньому кінці штага, яким він надівається на топ щогли.
- Штаг-талі — талі, що стояли під грота-штагом (штаг-карнаком) і застосовувалися для навантаження важких вантажів у грота-люк.
- Штагпірс — профіль з лікпазом (для ліктроса стакселя), що охоплює штаг.
- Штаг-юферс — юферс з одним великим отвором, спорядженим трьома маленькими кіпами; призначений для натягання штагів.
- Штапик — тонка планка, укладена вздовж унутрішніх бортів шлюпки поверх банок і чак упритул до шпангоутів.
- Штевень — міцний брус на носовому і кормовому кінці корабля.
- Штерт, шкерт (від нід. staart — «хвіст, короткий канат», також staarttouw) — снасть, здебільшого тонка і коротка, ув'язана або вплетена одним кінцем, що служить для будь-яких допоміжних цілей (прив'язування чи для носіння різних предметів); наприклад, тентові штерти служать для прив'язування тента; штерти відер — для перенесення відер тощо[50].
- Штик, штиковий вузол (від нід. steek — «укол», «вузол») — кріплення троса на стрижні, при якому трос обхоплює опору, а ходовий кінець кріпиться до корінного штиковими шлагами. Вузол з одним шлагом називається півштик, з двома — одинарний чи подвійний штик, з трьома — потрійний штик.
- Штик-болт (від нід. steekbout) — тонка снасть, якою підтягують бічні шкаторини вітрил, коли в останніх беруться рифи; штикболтний — матрос, що знаходиться при цій снасті.
- Штиковий шлаг — обведення троса навколо стрижня чи іншого троса на 360°, при якому його ходовий кінець перехрещується з корінним.
- Штирборт — правий борт судна.
- Штормглас — хімічний метеорологічний прилад, запропонований англійським адміралом Р. Фіцроєм.
- Штормтрап — мотузкова драбина з дерев'яними щаблями.
- Шток (від нім. Stock — «палиця») — дерев'яний чи металевий стрижень впоперек веретена якоря.
- Штука — назва будь-якої деталі, використаної для будівництва судна. Залежно від елемента конструкції до цього слова додають уточнювальні означення, наприклад кільова штука, бімсова штука тощо.
- Штульци, раковини — приробки, звиси з боків корми, де влаштовувалися відхожі місця для офіцерського складу.
- Штурвал — колесо, за допомогою якого здійснюється повертання стерна.
- Штуртрос — трос чи ланцюг, що з'єднує барабан штурвала з румпелем.
- Штурман — помічник капітана, фахівець з судноводіння..
- Шхер-трос — кожен з тросів, що стягали ванти хрестоподібно від місць їхніх зламів до протилежного борту. Призначалися шхер-троси для додаткового укріплення вант поряд зі швіц-сарвенями.

## Щ
- Щогла — вертикальна конструкція, одне чи кілька з'єднаних між собою вертикальних рангоутних дерев.
- Щоглова кишеня — широка кишеня на передній шкаторині вітрила, куди вставляється щогла, застосовується на невеликих вітрильних суднах.
- Щогловий штик — кріплення троса до стрижня простим вантовощабельним вузлом із закріпленням ходового кінця на корінному штиковими шлагами.

## Ю
- Юзинь — лінь діаметром 2-5 мм, був гладким, звитим з трьох сталок і тированим.
- Юнга — підліток, що навчався на судні морської справи.
- Ют, ахтердек — кормова частина верхньої палуби.
- Юферс — блок без шківів для натягання вант.

## Я
- Якір — пристосування для утримання судна чи іншого плавзасобу на місці при стоянці за рахунок взаємодії з ґрунтом чи льодом.
- Якір мертвий — див. Мертвий якір
- Якір плавучий — див. Плавучий якір
- Якірна машинка — простий механічний пристрій для одночасної віддачі пертуліня і рустова якоря.
- Якірна подушка — виступ з борту на носі корабля, на який укладається якір однією з лап при його зберіганні в горизонтальному положенні ззовні.
- Якірний вогонь — навігаційний вогонь білого кольору із сектором освітлення 360°, засвічуваний під час якірної стоянки. На великих суднах підіймаються два якірні вогні — штаговий на носі та гакабортний на кормі.
- Якірний ланцюг — ланцюг, що з'єднує якір з судном.
- Якірний пристрій — судновий пристрій, що служить для утримання судна на місці під час стоянки в стороні від берега.
- Ял — 2-, 4- чи 6-веслова шлюпка.